# Llista d'asteroides (230001-231000)
Llista d'asteroides del 230.001 al 231.000, amb data de descoberta i descobridor. És un fragment de la llista d'asteroides completa. Als asteroides se'ls dona un número quan es confirma la seva òrbita, per tant apareixen llistats aproximadament segons la data de descobriment.

## 230001-230100
| Nom    | Designació provisional | Data de descobriment   | Lloc de descobriment | Descobridor/s            |
| ------ | ---------------------- | ---------------------- | -------------------- | ------------------------ |
| 230001 | 2000 DP58              | 29 de febrer de 2000   | Socorro              | LINEAR                   |
| 230002 | 2000 DU59              | 29 de febrer de 2000   | Socorro              | LINEAR                   |
| 230003 | 2000 DL71              | 29 de febrer de 2000   | Socorro              | LINEAR                   |
| 230004 | 2000 DC99              | 29 de febrer de 2000   | Socorro              | LINEAR                   |
| 230005 | 2000 DH99              | 29 de febrer de 2000   | Socorro              | LINEAR                   |
| 230006 | 2000 DO104             | 29 de febrer de 2000   | Socorro              | LINEAR                   |
| 230007 | 2000 EO30              | 5 de març de 2000      | Socorro              | LINEAR                   |
| 230008 | 2000 EF92              | 9 de març de 2000      | Socorro              | LINEAR                   |
| 230009 | 2000 EY101             | 14 de març de 2000     | Kitt Peak            | Spacewatch               |
| 230010 | 2000 FW23              | 29 de març de 2000     | Socorro              | LINEAR                   |
| 230011 | 2000 FC48              | 29 de març de 2000     | Socorro              | LINEAR                   |
| 230012 | 2000 FC66              | 29 de març de 2000     | Socorro              | LINEAR                   |
| 230013 | 2000 GU44              | 5 d'abril de 2000      | Socorro              | LINEAR                   |
| 230014 | 2000 GQ54              | 5 d'abril de 2000      | Socorro              | LINEAR                   |
| 230015 | 2000 GB72              | 5 d'abril de 2000      | Socorro              | LINEAR                   |
| 230016 | 2000 GP112             | 4 d'abril de 2000      | Socorro              | LINEAR                   |
| 230017 | 2000 GE164             | 13 d'abril de 2000     | Haleakala            | NEAT                     |
| 230018 | 2000 HO7               | 27 d'abril de 2000     | Socorro              | LINEAR                   |
| 230019 | 2000 HE17              | 24 d'abril de 2000     | Kitt Peak            | Spacewatch               |
| 230020 | 2000 HM33              | 30 d'abril de 2000     | Socorro              | LINEAR                   |
| 230021 | 2000 HS78              | 28 d'abril de 2000     | Anderson Mesa        | LONEOS                   |
| 230022 | 2000 HW90              | 25 d'abril de 2000     | Kitt Peak            | Spacewatch               |
| 230023 | 2000 JW3               | 4 de maig de 2000      | Socorro              | LINEAR                   |
| 230024 | 2000 JK6               | 3 de maig de 2000      | Socorro              | LINEAR                   |
| 230025 | 2000 JB55              | 6 de maig de 2000      | Socorro              | LINEAR                   |
| 230026 | 2000 JJ69              | 1 de maig de 2000      | Anderson Mesa        | LONEOS                   |
| 230027 | 2000 KR64              | 27 de maig de 2000     | Socorro              | LINEAR                   |
| 230028 | 2000 KU66              | 29 de maig de 2000     | Anderson Mesa        | LONEOS                   |
| 230029 | 2000 KQ81              | 25 de maig de 2000     | Anderson Mesa        | LONEOS                   |
| 230030 | 2000 OO55              | 29 de juliol de 2000   | Anderson Mesa        | LONEOS                   |
| 230031 | 2000 PG                | 1 d'agost de 2000      | Socorro              | LINEAR                   |
| 230032 | 2000 QP3               | 24 d'agost de 2000     | Socorro              | LINEAR                   |
| 230033 | 2000 QK16              | 24 d'agost de 2000     | Socorro              | LINEAR                   |
| 230034 | 2000 QV26              | 24 d'agost de 2000     | Socorro              | LINEAR                   |
| 230035 | 2000 QJ34              | 26 d'agost de 2000     | Socorro              | LINEAR                   |
| 230036 | 2000 QG78              | 24 d'agost de 2000     | Socorro              | LINEAR                   |
| 230037 | 2000 QG85              | 25 d'agost de 2000     | Socorro              | LINEAR                   |
| 230038 | 2000 QX129             | 28 d'agost de 2000     | Socorro              | LINEAR                   |
| 230039 | 2000 QR156             | 31 d'agost de 2000     | Socorro              | LINEAR                   |
| 230040 | 2000 QT162             | 31 d'agost de 2000     | Socorro              | LINEAR                   |
| 230041 | 2000 QW165             | 31 d'agost de 2000     | Socorro              | LINEAR                   |
| 230042 | 2000 QR212             | 31 d'agost de 2000     | Socorro              | LINEAR                   |
| 230043 | 2000 QO249             | 31 d'agost de 2000     | Socorro              | LINEAR                   |
| 230044 | 2000 RJ56              | 6 de setembre de 2000  | Socorro              | LINEAR                   |
| 230045 | 2000 SZ19              | 23 de setembre de 2000 | Socorro              | LINEAR                   |
| 230046 | 2000 SO30              | 24 de setembre de 2000 | Socorro              | LINEAR                   |
| 230047 | 2000 SJ40              | 24 de setembre de 2000 | Socorro              | LINEAR                   |
| 230048 | 2000 ST99              | 23 de setembre de 2000 | Socorro              | LINEAR                   |
| 230049 | 2000 ST105             | 24 de setembre de 2000 | Socorro              | LINEAR                   |
| 230050 | 2000 SU109             | 24 de setembre de 2000 | Socorro              | LINEAR                   |
| 230051 | 2000 SZ114             | 24 de setembre de 2000 | Socorro              | LINEAR                   |
| 230052 | 2000 SP129             | 22 de setembre de 2000 | Socorro              | LINEAR                   |
| 230053 | 2000 SV133             | 23 de setembre de 2000 | Socorro              | LINEAR                   |
| 230054 | 2000 SY148             | 24 de setembre de 2000 | Socorro              | LINEAR                   |
| 230055 | 2000 SC149             | 24 de setembre de 2000 | Socorro              | LINEAR                   |
| 230056 | 2000 SS182             | 20 de setembre de 2000 | Kitt Peak            | Spacewatch               |
| 230057 | 2000 SY182             | 20 de setembre de 2000 | Kitt Peak            | Spacewatch               |
| 230058 | 2000 SD193             | 24 de setembre de 2000 | Socorro              | LINEAR                   |
| 230059 | 2000 SJ250             | 24 de setembre de 2000 | Socorro              | LINEAR                   |
| 230060 | 2000 SO265             | 26 de setembre de 2000 | Socorro              | LINEAR                   |
| 230061 | 2000 SH288             | 26 de setembre de 2000 | Socorro              | LINEAR                   |
| 230062 | 2000 SM310             | 26 de setembre de 2000 | Socorro              | LINEAR                   |
| 230063 | 2000 SH350             | 29 de setembre de 2000 | Anderson Mesa        | LONEOS                   |
| 230064 | 2000 SN352             | 30 de setembre de 2000 | Anderson Mesa        | LONEOS                   |
| 230065 | 2000 TM48              | 1 d'octubre de 2000    | Socorro              | LINEAR                   |
| 230066 | 2000 TR59              | 2 d'octubre de 2000    | Anderson Mesa        | LONEOS                   |
| 230067 | 2000 TG72              | 1 d'octubre de 2000    | Apache Point         | Sloan Digital Sky Survey |
| 230068 | 2000 UM                | 30 d'octubre de 2000   | Socorro              | LINEAR                   |
| 230069 | 2000 UC30              | 29 d'octubre de 2000   | Socorro              | LINEAR                   |
| 230070 | 2000 UX33              | 31 d'octubre de 2000   | Socorro              | LINEAR                   |
| 230071 | 2000 UH55              | 24 d'octubre de 2000   | Socorro              | LINEAR                   |
| 230072 | 2000 UD58              | 25 d'octubre de 2000   | Socorro              | LINEAR                   |
| 230073 | 2000 UG70              | 25 d'octubre de 2000   | Socorro              | LINEAR                   |
| 230074 | 2000 UE74              | 29 d'octubre de 2000   | Socorro              | LINEAR                   |
| 230075 | 2000 UQ103             | 25 d'octubre de 2000   | Socorro              | LINEAR                   |
| 230076 | 2000 UE111             | 26 d'octubre de 2000   | Kitt Peak            | Spacewatch               |
| 230077 | 2000 VG7               | 1 de novembre de 2000  | Socorro              | LINEAR                   |
| 230078 | 2000 VE51              | 3 de novembre de 2000  | Socorro              | LINEAR                   |
| 230079 | 2000 WW1               | 17 de novembre de 2000 | Kitt Peak            | Spacewatch               |
| 230080 | 2000 WE11              | 20 de novembre de 2000 | Junk Bond            | J. Medkeff               |
| 230081 | 2000 WP38              | 20 de novembre de 2000 | Socorro              | LINEAR                   |
| 230082 | 2000 WO42              | 21 de novembre de 2000 | Socorro              | LINEAR                   |
| 230083 | 2000 WT53              | 27 de novembre de 2000 | Kitt Peak            | Spacewatch               |
| 230084 | 2000 WG91              | 21 de novembre de 2000 | Socorro              | LINEAR                   |
| 230085 | 2000 WX106             | 20 de novembre de 2000 | Socorro              | LINEAR                   |
| 230086 | 2000 WR131             | 20 de novembre de 2000 | Anderson Mesa        | LONEOS                   |
| 230087 | 2000 WT132             | 19 de novembre de 2000 | Socorro              | LINEAR                   |
| 230088 | 2000 WJ140             | 21 de novembre de 2000 | Socorro              | LINEAR                   |
| 230089 | 2000 WP148             | 30 de novembre de 2000 | Socorro              | LINEAR                   |
| 230090 | 2000 WA157             | 30 de novembre de 2000 | Socorro              | LINEAR                   |
| 230091 | 2000 XH5               | 1 de desembre de 2000  | Socorro              | LINEAR                   |
| 230092 | 2000 XD11              | 1 de desembre de 2000  | Socorro              | LINEAR                   |
| 230093 | 2000 XG12              | 4 de desembre de 2000  | Socorro              | LINEAR                   |
| 230094 | 2000 XX30              | 4 de desembre de 2000  | Socorro              | LINEAR                   |
| 230095 | 2000 XJ41              | 5 de desembre de 2000  | Socorro              | LINEAR                   |
| 230096 | 2000 XA46              | 15 de desembre de 2000 | Socorro              | LINEAR                   |
| 230097 | 2000 YU13              | 22 de desembre de 2000 | Kitt Peak            | Spacewatch               |
| 230098 | 2000 YL41              | 30 de desembre de 2000 | Socorro              | LINEAR                   |
| 230099 | 2000 YQ42              | 30 de desembre de 2000 | Socorro              | LINEAR                   |
| 230100 | 2000 YF46              | 30 de desembre de 2000 | Socorro              | LINEAR                   |

## 230101-230200
| Nom                 | Designació provisional | Data de descobriment   | Lloc de descobriment | Descobridor/s               |
| ------------------- | ---------------------- | ---------------------- | -------------------- | --------------------------- |
| 230101              | 2000 YK58              | 30 de desembre de 2000 | Socorro              | LINEAR                      |
| 230102              | 2000 YY73              | 30 de desembre de 2000 | Socorro              | LINEAR                      |
| 230103              | 2000 YH122             | 28 de desembre de 2000 | Socorro              | LINEAR                      |
| 230104              | 2000 YR135             | 18 de desembre de 2000 | Anderson Mesa        | LONEOS                      |
| 230105              | 2000 YW143             | 23 de desembre de 2000 | Apache Point         | Sloan Digital Sky Survey    |
| 230106              | 2001 AZ8               | 2 de gener de 2001     | Socorro              | LINEAR                      |
| 230107              | 2001 AH22              | 3 de gener de 2001     | Socorro              | LINEAR                      |
| 230108              | 2001 AB25              | 4 de gener de 2001     | Socorro              | LINEAR                      |
| 230109              | 2001 AL27              | 5 de gener de 2001     | Socorro              | LINEAR                      |
| 230110              | 2001 AL36              | 5 de gener de 2001     | Socorro              | LINEAR                      |
| 230111              | 2001 BE10              | 18 de gener de 2001    | Socorro              | LINEAR                      |
| 230112              | 2001 BX13              | 18 de gener de 2001    | Kitt Peak            | Spacewatch                  |
| 230113              | 2001 BZ62              | 29 de gener de 2001    | Socorro              | LINEAR                      |
| 230114              | 2001 BR71              | 29 de gener de 2001    | Socorro              | LINEAR                      |
| 230115              | 2001 BO76              | 26 de gener de 2001    | Socorro              | LINEAR                      |
| 230116              | 2001 CD45              | 15 de febrer de 2001   | Socorro              | LINEAR                      |
| 230117              | 2001 DA3               | 16 de febrer de 2001   | Socorro              | LINEAR                      |
| 230118              | 2001 DB3               | 16 de febrer de 2001   | Socorro              | LINEAR                      |
| 230119              | 2001 DQ38              | 19 de febrer de 2001   | Socorro              | LINEAR                      |
| 230120              | 2001 DU44              | 19 de febrer de 2001   | Socorro              | LINEAR                      |
| 230121              | 2001 DR83              | 23 de febrer de 2001   | Kitt Peak            | Spacewatch                  |
| 230122              | 2001 FC121             | 26 de març de 2001     | Socorro              | LINEAR                      |
| 230123              | 2001 KR3               | 17 de maig de 2001     | Socorro              | LINEAR                      |
| 230124              | 2001 MO14              | 28 de juny de 2001     | Anderson Mesa        | LONEOS                      |
| 230125              | 2001 MA15              | 28 de juny de 2001     | Anderson Mesa        | LONEOS                      |
| 230126              | 2001 MQ23              | 27 de juny de 2001     | Haleakala            | NEAT                        |
| 230127              | 2001 NK7               | 13 de juliol de 2001   | Palomar              | NEAT                        |
| 230128              | 2001 OX19              | 21 de juliol de 2001   | Palomar              | NEAT                        |
| 230129              | 2001 OX35              | 21 de juliol de 2001   | Haleakala            | NEAT                        |
| 230130              | 2001 OB40              | 20 de juliol de 2001   | Palomar              | NEAT                        |
| 230131              | 2001 OK62              | 23 de juliol de 2001   | Haleakala            | NEAT                        |
| 230132              | 2001 OC78              | 26 de juliol de 2001   | Palomar              | NEAT                        |
| 230133              | 2001 OD78              | 26 de juliol de 2001   | Palomar              | NEAT                        |
| 230134              | 2001 ON79              | 27 de juliol de 2001   | Palomar              | NEAT                        |
| 230135              | 2001 OD89              | 21 de juliol de 2001   | Haleakala            | NEAT                        |
| 230136              | 2001 PH10              | 8 d'agost de 2001      | Haleakala            | NEAT                        |
| 230137              | 2001 PR11              | 11 d'agost de 2001     | Palomar              | NEAT                        |
| 230138              | 2001 PX12              | 7 d'agost de 2001      | Haleakala            | NEAT                        |
| 230139              | 2001 PY14              | 13 d'agost de 2001     | Kvistaberg           | Uppsala-DLR Asteroid Survey |
| 230140              | 2001 PG31              | 10 d'agost de 2001     | Palomar              | NEAT                        |
| 230141              | 2001 PW34              | 10 d'agost de 2001     | Palomar              | NEAT                        |
| 230142              | 2001 PJ51              | 7 d'agost de 2001      | Palomar              | NEAT                        |
| 230143              | 2001 QQ13              | 16 d'agost de 2001     | Socorro              | LINEAR                      |
| 230144              | 2001 QX35              | 16 d'agost de 2001     | Socorro              | LINEAR                      |
| 230145              | 2001 QH36              | 16 d'agost de 2001     | Socorro              | LINEAR                      |
| 230146              | 2001 QD44              | 16 d'agost de 2001     | Socorro              | LINEAR                      |
| 230147              | 2001 QG52              | 16 d'agost de 2001     | Socorro              | LINEAR                      |
| 230148              | 2001 QA54              | 16 d'agost de 2001     | Socorro              | LINEAR                      |
| 230149              | 2001 QX57              | 16 d'agost de 2001     | Socorro              | LINEAR                      |
| 230150              | 2001 QV70              | 17 d'agost de 2001     | Socorro              | LINEAR                      |
| 230151 Vachier      | 2001 QZ72              | 20 d'agost de 2001     | Pic du Midi          | Pic du Midi                 |
| 230152              | 2001 QO82              | 17 d'agost de 2001     | Socorro              | LINEAR                      |
| 230153              | 2001 QK96              | 19 d'agost de 2001     | Needville            | Needville                   |
| 230154              | 2001 QV104             | 22 d'agost de 2001     | Socorro              | LINEAR                      |
| 230155 Francksallet | 2001 QC111             | 26 d'agost de 2001     | Vicques              | M. Ory                      |
| 230156              | 2001 QW114             | 17 d'agost de 2001     | Socorro              | LINEAR                      |
| 230157              | 2001 QH149             | 22 d'agost de 2001     | Haleakala            | NEAT                        |
| 230158              | 2001 QJ151             | 23 d'agost de 2001     | Socorro              | LINEAR                      |
| 230159              | 2001 QN188             | 22 d'agost de 2001     | Kitt Peak            | Spacewatch                  |
| 230160              | 2001 QQ207             | 23 d'agost de 2001     | Anderson Mesa        | LONEOS                      |
| 230161              | 2001 QD227             | 24 d'agost de 2001     | Anderson Mesa        | LONEOS                      |
| 230162              | 2001 QE244             | 24 d'agost de 2001     | Socorro              | LINEAR                      |
| 230163              | 2001 QZ245             | 24 d'agost de 2001     | Socorro              | LINEAR                      |
| 230164              | 2001 QC246             | 24 d'agost de 2001     | Socorro              | LINEAR                      |
| 230165              | 2001 QO247             | 24 d'agost de 2001     | Socorro              | LINEAR                      |
| 230166              | 2001 QD252             | 25 d'agost de 2001     | Socorro              | LINEAR                      |
| 230167              | 2001 QH253             | 25 d'agost de 2001     | Socorro              | LINEAR                      |
| 230168              | 2001 QO265             | 26 d'agost de 2001     | Desert Eagle         | W. K. Y. Yeung              |
| 230169              | 2001 QT289             | 16 d'agost de 2001     | Socorro              | LINEAR                      |
| 230170              | 2001 QH329             | 19 d'agost de 2001     | Cerro Tololo         | Cerro Tololo                |
| 230171              | 2001 QO333             | 25 d'agost de 2001     | Socorro              | LINEAR                      |
| 230172              | 2001 RO14              | 10 de setembre de 2001 | Socorro              | LINEAR                      |
| 230173              | 2001 RC27              | 7 de setembre de 2001  | Socorro              | LINEAR                      |
| 230174              | 2001 RX67              | 10 de setembre de 2001 | Socorro              | LINEAR                      |
| 230175              | 2001 RC69              | 10 de setembre de 2001 | Socorro              | LINEAR                      |
| 230176              | 2001 RX73              | 10 de setembre de 2001 | Socorro              | LINEAR                      |
| 230177              | 2001 RU80              | 14 de setembre de 2001 | Palomar              | NEAT                        |
| 230178              | 2001 RV114             | 12 de setembre de 2001 | Socorro              | LINEAR                      |
| 230179              | 2001 RQ118             | 12 de setembre de 2001 | Socorro              | LINEAR                      |
| 230180              | 2001 RT129             | 12 de setembre de 2001 | Socorro              | LINEAR                      |
| 230181              | 2001 RA134             | 12 de setembre de 2001 | Socorro              | LINEAR                      |
| 230182              | 2001 RK138             | 12 de setembre de 2001 | Socorro              | LINEAR                      |
| 230183              | 2001 RN152             | 11 de setembre de 2001 | Anderson Mesa        | LONEOS                      |
| 230184              | 2001 RT155             | 12 de setembre de 2001 | Socorro              | LINEAR                      |
| 230185              | 2001 SF8               | 18 de setembre de 2001 | Kitt Peak            | Spacewatch                  |
| 230186              | 2001 SV17              | 16 de setembre de 2001 | Socorro              | LINEAR                      |
| 230187              | 2001 SD43              | 16 de setembre de 2001 | Socorro              | LINEAR                      |
| 230188              | 2001 SX55              | 16 de setembre de 2001 | Socorro              | LINEAR                      |
| 230189              | 2001 SD56              | 16 de setembre de 2001 | Socorro              | LINEAR                      |
| 230190              | 2001 SZ85              | 20 de setembre de 2001 | Socorro              | LINEAR                      |
| 230191              | 2001 SF103             | 20 de setembre de 2001 | Socorro              | LINEAR                      |
| 230192              | 2001 ST116             | 16 de setembre de 2001 | Socorro              | LINEAR                      |
| 230193              | 2001 SF119             | 16 de setembre de 2001 | Socorro              | LINEAR                      |
| 230194              | 2001 SH135             | 16 de setembre de 2001 | Socorro              | LINEAR                      |
| 230195              | 2001 SA145             | 16 de setembre de 2001 | Socorro              | LINEAR                      |
| 230196              | 2001 SR156             | 17 de setembre de 2001 | Socorro              | LINEAR                      |
| 230197              | 2001 SP162             | 17 de setembre de 2001 | Socorro              | LINEAR                      |
| 230198              | 2001 ST174             | 16 de setembre de 2001 | Socorro              | LINEAR                      |
| 230199              | 2001 SK214             | 19 de setembre de 2001 | Socorro              | LINEAR                      |
| 230200              | 2001 SY229             | 19 de setembre de 2001 | Socorro              | LINEAR                      |

## 230201-230300
| Nom    | Designació provisional | Data de descobriment   | Lloc de descobriment | Descobridor/s              |
| ------ | ---------------------- | ---------------------- | -------------------- | -------------------------- |
| 230201 | 2001 SL233             | 19 de setembre de 2001 | Socorro              | LINEAR                     |
| 230202 | 2001 SY233             | 19 de setembre de 2001 | Socorro              | LINEAR                     |
| 230203 | 2001 SX259             | 20 de setembre de 2001 | Socorro              | LINEAR                     |
| 230204 | 2001 ST265             | 25 de setembre de 2001 | Desert Eagle         | W. K. Y. Yeung             |
| 230205 | 2001 SA285             | 22 de setembre de 2001 | Kitt Peak            | Spacewatch                 |
| 230206 | 2001 SL291             | 21 de setembre de 2001 | Anderson Mesa        | LONEOS                     |
| 230207 | 2001 SR295             | 20 de setembre de 2001 | Socorro              | LINEAR                     |
| 230208 | 2001 SU308             | 22 de setembre de 2001 | Socorro              | LINEAR                     |
| 230209 | 2001 SW346             | 25 de setembre de 2001 | Socorro              | LINEAR                     |
| 230210 | 2001 TK2               | 6 d'octubre de 2001    | Palomar              | NEAT                       |
| 230211 | 2001 TR25              | 14 d'octubre de 2001   | Socorro              | LINEAR                     |
| 230212 | 2001 TM28              | 14 d'octubre de 2001   | Socorro              | LINEAR                     |
| 230213 | 2001 TP31              | 14 d'octubre de 2001   | Socorro              | LINEAR                     |
| 230214 | 2001 TY37              | 14 d'octubre de 2001   | Socorro              | LINEAR                     |
| 230215 | 2001 TT38              | 14 d'octubre de 2001   | Socorro              | LINEAR                     |
| 230216 | 2001 TL48              | 9 d'octubre de 2001    | Kitt Peak            | Spacewatch                 |
| 230217 | 2001 TD62              | 13 d'octubre de 2001   | Socorro              | LINEAR                     |
| 230218 | 2001 TM71              | 13 d'octubre de 2001   | Socorro              | LINEAR                     |
| 230219 | 2001 TN78              | 13 d'octubre de 2001   | Socorro              | LINEAR                     |
| 230220 | 2001 TD90              | 14 d'octubre de 2001   | Socorro              | LINEAR                     |
| 230221 | 2001 TY108             | 14 d'octubre de 2001   | Socorro              | LINEAR                     |
| 230222 | 2001 TV123             | 12 d'octubre de 2001   | Haleakala            | NEAT                       |
| 230223 | 2001 TV125             | 12 d'octubre de 2001   | Haleakala            | NEAT                       |
| 230224 | 2001 TS160             | 15 d'octubre de 2001   | Kitt Peak            | Spacewatch                 |
| 230225 | 2001 TM161             | 11 d'octubre de 2001   | Palomar              | NEAT                       |
| 230226 | 2001 TQ188             | 14 d'octubre de 2001   | Socorro              | LINEAR                     |
| 230227 | 2001 TH192             | 14 d'octubre de 2001   | Socorro              | LINEAR                     |
| 230228 | 2001 TU195             | 15 d'octubre de 2001   | Palomar              | NEAT                       |
| 230229 | 2001 TH199             | 11 d'octubre de 2001   | Socorro              | LINEAR                     |
| 230230 | 2001 TF200             | 11 d'octubre de 2001   | Socorro              | LINEAR                     |
| 230231 | 2001 TD258             | 8 d'octubre de 2001    | Palomar              | NEAT                       |
| 230232 | 2001 TJ258             | 8 d'octubre de 2001    | Palomar              | NEAT                       |
| 230233 | 2001 UM43              | 17 d'octubre de 2001   | Socorro              | LINEAR                     |
| 230234 | 2001 UP68              | 20 d'octubre de 2001   | Socorro              | LINEAR                     |
| 230235 | 2001 UU71              | 20 d'octubre de 2001   | Kitt Peak            | Spacewatch                 |
| 230236 | 2001 UR73              | 17 d'octubre de 2001   | Socorro              | LINEAR                     |
| 230237 | 2001 US83              | 20 d'octubre de 2001   | Socorro              | LINEAR                     |
| 230238 | 2001 UH86              | 16 d'octubre de 2001   | Kitt Peak            | Spacewatch                 |
| 230239 | 2001 UT114             | 22 d'octubre de 2001   | Socorro              | LINEAR                     |
| 230240 | 2001 UY114             | 22 d'octubre de 2001   | Socorro              | LINEAR                     |
| 230241 | 2001 UP128             | 20 d'octubre de 2001   | Socorro              | LINEAR                     |
| 230242 | 2001 UD131             | 20 d'octubre de 2001   | Socorro              | LINEAR                     |
| 230243 | 2001 UL134             | 21 d'octubre de 2001   | Socorro              | LINEAR                     |
| 230244 | 2001 UD150             | 23 d'octubre de 2001   | Socorro              | LINEAR                     |
| 230245 | 2001 UF177             | 21 d'octubre de 2001   | Socorro              | LINEAR                     |
| 230246 | 2001 UO191             | 18 d'octubre de 2001   | Kitt Peak            | Spacewatch                 |
| 230247 | 2001 VC4               | 11 de novembre de 2001 | Kitt Peak            | Spacewatch                 |
| 230248 | 2001 VT5               | 9 de novembre de 2001  | Socorro              | LINEAR                     |
| 230249 | 2001 VK23              | 9 de novembre de 2001  | Socorro              | LINEAR                     |
| 230250 | 2001 VU25              | 9 de novembre de 2001  | Socorro              | LINEAR                     |
| 230251 | 2001 VT31              | 9 de novembre de 2001  | Socorro              | LINEAR                     |
| 230252 | 2001 VN39              | 9 de novembre de 2001  | Socorro              | LINEAR                     |
| 230253 | 2001 VO61              | 10 de novembre de 2001 | Socorro              | LINEAR                     |
| 230254 | 2001 VA64              | 10 de novembre de 2001 | Socorro              | LINEAR                     |
| 230255 | 2001 VQ85              | 12 de novembre de 2001 | Socorro              | LINEAR                     |
| 230256 | 2001 VM104             | 12 de novembre de 2001 | Socorro              | LINEAR                     |
| 230257 | 2001 VA105             | 12 de novembre de 2001 | Socorro              | LINEAR                     |
| 230258 | 2001 WB8               | 17 de novembre de 2001 | Socorro              | LINEAR                     |
| 230259 | 2001 WZ23              | 17 de novembre de 2001 | Kitt Peak            | Spacewatch                 |
| 230260 | 2001 WT33              | 17 de novembre de 2001 | Socorro              | LINEAR                     |
| 230261 | 2001 WA45              | 18 de novembre de 2001 | Socorro              | LINEAR                     |
| 230262 | 2001 WL52              | 19 de novembre de 2001 | Socorro              | LINEAR                     |
| 230263 | 2001 WC61              | 19 de novembre de 2001 | Socorro              | LINEAR                     |
| 230264 | 2001 WD65              | 20 de novembre de 2001 | Socorro              | LINEAR                     |
| 230265 | 2001 WM70              | 20 de novembre de 2001 | Socorro              | LINEAR                     |
| 230266 | 2001 WZ72              | 20 de novembre de 2001 | Socorro              | LINEAR                     |
| 230267 | 2001 WD93              | 21 de novembre de 2001 | Socorro              | LINEAR                     |
| 230268 | 2001 XO4               | 10 de desembre de 2001 | Socorro              | LINEAR                     |
| 230269 | 2001 XZ6               | 11 de desembre de 2001 | Socorro              | LINEAR                     |
| 230270 | 2001 XE20              | 9 de desembre de 2001  | Socorro              | LINEAR                     |
| 230271 | 2001 XL24              | 10 de desembre de 2001 | Socorro              | LINEAR                     |
| 230272 | 2001 XQ38              | 9 de desembre de 2001  | Socorro              | LINEAR                     |
| 230273 | 2001 XU57              | 10 de desembre de 2001 | Socorro              | LINEAR                     |
| 230274 | 2001 XC58              | 10 de desembre de 2001 | Socorro              | LINEAR                     |
| 230275 | 2001 XD77              | 11 de desembre de 2001 | Socorro              | LINEAR                     |
| 230276 | 2001 XJ109             | 11 de desembre de 2001 | Socorro              | LINEAR                     |
| 230277 | 2001 XR124             | 14 de desembre de 2001 | Socorro              | LINEAR                     |
| 230278 | 2001 XW145             | 14 de desembre de 2001 | Socorro              | LINEAR                     |
| 230279 | 2001 XN158             | 14 de desembre de 2001 | Socorro              | LINEAR                     |
| 230280 | 2001 XT200             | 15 de desembre de 2001 | Socorro              | LINEAR                     |
| 230281 | 2001 XO210             | 11 de desembre de 2001 | Socorro              | LINEAR                     |
| 230282 | 2001 XH215             | 13 de desembre de 2001 | Socorro              | LINEAR                     |
| 230283 | 2001 XK216             | 14 de desembre de 2001 | Socorro              | LINEAR                     |
| 230284 | 2001 XP218             | 15 de desembre de 2001 | Socorro              | LINEAR                     |
| 230285 | 2001 XE225             | 15 de desembre de 2001 | Socorro              | LINEAR                     |
| 230286 | 2001 XA228             | 15 de desembre de 2001 | Socorro              | LINEAR                     |
| 230287 | 2001 XE228             | 15 de desembre de 2001 | Socorro              | LINEAR                     |
| 230288 | 2001 XL243             | 14 de desembre de 2001 | Socorro              | LINEAR                     |
| 230289 | 2001 XB254             | 14 de desembre de 2001 | Socorro              | LINEAR                     |
| 230290 | 2001 YQ13              | 17 de desembre de 2001 | Socorro              | LINEAR                     |
| 230291 | 2001 YB31              | 18 de desembre de 2001 | Socorro              | LINEAR                     |
| 230292 | 2001 YJ65              | 18 de desembre de 2001 | Socorro              | LINEAR                     |
| 230293 | 2001 YS66              | 18 de desembre de 2001 | Socorro              | LINEAR                     |
| 230294 | 2001 YW79              | 18 de desembre de 2001 | Socorro              | LINEAR                     |
| 230295 | 2001 YB121             | 18 de desembre de 2001 | Palomar              | NEAT                       |
| 230296 | 2001 YJ154             | 19 de desembre de 2001 | Palomar              | NEAT                       |
| 230297 | 2002 AT17              | 9 de gener de 2002     | Socorro              | LINEAR                     |
| 230298 | 2002 AE18              | 8 de gener de 2002     | Cima Ekar            | Asiago-DLR Asteroid Survey |
| 230299 | 2002 AZ30              | 9 de gener de 2002     | Socorro              | LINEAR                     |
| 230300 | 2002 AB46              | 9 de gener de 2002     | Socorro              | LINEAR                     |

## 230301-230400
| Nom    | Designació provisional | Data de descobriment | Lloc de descobriment | Descobridor/s  |
| ------ | ---------------------- | -------------------- | -------------------- | -------------- |
| 230301 | 2002 AL52              | 9 de gener de 2002   | Socorro              | LINEAR         |
| 230302 | 2002 AF91              | 13 de gener de 2002  | Socorro              | LINEAR         |
| 230303 | 2002 AB105             | 9 de gener de 2002   | Socorro              | LINEAR         |
| 230304 | 2002 AA110             | 9 de gener de 2002   | Socorro              | LINEAR         |
| 230305 | 2002 AW115             | 9 de gener de 2002   | Socorro              | LINEAR         |
| 230306 | 2002 AC131             | 12 de gener de 2002  | Palomar              | NEAT           |
| 230307 | 2002 AV144             | 13 de gener de 2002  | Socorro              | LINEAR         |
| 230308 | 2002 AJ161             | 13 de gener de 2002  | Socorro              | LINEAR         |
| 230309 | 2002 AT169             | 14 de gener de 2002  | Socorro              | LINEAR         |
| 230310 | 2002 AJ174             | 14 de gener de 2002  | Socorro              | LINEAR         |
| 230311 | 2002 BF1               | 19 de gener de 2002  | Desert Eagle         | W. K. Y. Yeung |
| 230312 | 2002 BF15              | 19 de gener de 2002  | Socorro              | LINEAR         |
| 230313 | 2002 CE2               | 3 de febrer de 2002  | Palomar              | NEAT           |
| 230314 | 2002 CL3               | 6 de febrer de 2002  | Socorro              | LINEAR         |
| 230315 | 2002 CT26              | 6 de febrer de 2002  | Socorro              | LINEAR         |
| 230316 | 2002 CW30              | 6 de febrer de 2002  | Socorro              | LINEAR         |
| 230317 | 2002 CY32              | 6 de febrer de 2002  | Socorro              | LINEAR         |
| 230318 | 2002 CG38              | 7 de febrer de 2002  | Socorro              | LINEAR         |
| 230319 | 2002 CH40              | 6 de febrer de 2002  | Haleakala            | NEAT           |
| 230320 | 2002 CJ52              | 12 de febrer de 2002 | Desert Eagle         | W. K. Y. Yeung |
| 230321 | 2002 CY53              | 7 de febrer de 2002  | Socorro              | LINEAR         |
| 230322 | 2002 CQ77              | 7 de febrer de 2002  | Socorro              | LINEAR         |
| 230323 | 2002 CW77              | 7 de febrer de 2002  | Socorro              | LINEAR         |
| 230324 | 2002 CU83              | 7 de febrer de 2002  | Socorro              | LINEAR         |
| 230325 | 2002 CR84              | 7 de febrer de 2002  | Socorro              | LINEAR         |
| 230326 | 2002 CH86              | 7 de febrer de 2002  | Socorro              | LINEAR         |
| 230327 | 2002 CV86              | 7 de febrer de 2002  | Socorro              | LINEAR         |
| 230328 | 2002 CN91              | 7 de febrer de 2002  | Socorro              | LINEAR         |
| 230329 | 2002 CA98              | 7 de febrer de 2002  | Socorro              | LINEAR         |
| 230330 | 2002 CS100             | 7 de febrer de 2002  | Socorro              | LINEAR         |
| 230331 | 2002 CC109             | 7 de febrer de 2002  | Socorro              | LINEAR         |
| 230332 | 2002 CT119             | 7 de febrer de 2002  | Socorro              | LINEAR         |
| 230333 | 2002 CD124             | 7 de febrer de 2002  | Socorro              | LINEAR         |
| 230334 | 2002 CM142             | 9 de febrer de 2002  | Socorro              | LINEAR         |
| 230335 | 2002 CD144             | 9 de febrer de 2002  | Socorro              | LINEAR         |
| 230336 | 2002 CJ178             | 10 de febrer de 2002 | Socorro              | LINEAR         |
| 230337 | 2002 CE180             | 10 de febrer de 2002 | Socorro              | LINEAR         |
| 230338 | 2002 CC186             | 10 de febrer de 2002 | Socorro              | LINEAR         |
| 230339 | 2002 CD200             | 10 de febrer de 2002 | Socorro              | LINEAR         |
| 230340 | 2002 CH200             | 10 de febrer de 2002 | Socorro              | LINEAR         |
| 230341 | 2002 CF215             | 10 de febrer de 2002 | Socorro              | LINEAR         |
| 230342 | 2002 CO215             | 10 de febrer de 2002 | Socorro              | LINEAR         |
| 230343 | 2002 CA220             | 10 de febrer de 2002 | Socorro              | LINEAR         |
| 230344 | 2002 CR238             | 11 de febrer de 2002 | Socorro              | LINEAR         |
| 230345 | 2002 CO252             | 4 de febrer de 2002  | Eskridge             | Eskridge       |
| 230346 | 2002 CN263             | 7 de febrer de 2002  | Socorro              | LINEAR         |
| 230347 | 2002 CQ273             | 8 de febrer de 2002  | Palomar              | NEAT           |
| 230348 | 2002 CM277             | 7 de febrer de 2002  | Palomar              | NEAT           |
| 230349 | 2002 CL287             | 8 de febrer de 2002  | Haleakala            | NEAT           |
| 230350 | 2002 CE288             | 9 de febrer de 2002  | Kitt Peak            | Spacewatch     |
| 230351 | 2002 CN289             | 10 de febrer de 2002 | Socorro              | LINEAR         |
| 230352 | 2002 CH297             | 11 de febrer de 2002 | Socorro              | LINEAR         |
| 230353 | 2002 CK302             | 13 de febrer de 2002 | Socorro              | LINEAR         |
| 230354 | 2002 CH310             | 6 de febrer de 2002  | Palomar              | NEAT           |
| 230355 | 2002 CW314             | 7 de febrer de 2002  | Palomar              | NEAT           |
| 230356 | 2002 DG1               | 18 de febrer de 2002 | Oaxaca               | J. M. Roe      |
| 230357 | 2002 EJ32              | 10 de març de 2002   | Palomar              | NEAT           |
| 230358 | 2002 EZ36              | 9 de març de 2002    | Kitt Peak            | Spacewatch     |
| 230359 | 2002 ER55              | 13 de març de 2002   | Socorro              | LINEAR         |
| 230360 | 2002 EK56              | 13 de març de 2002   | Socorro              | LINEAR         |
| 230361 | 2002 EA61              | 13 de març de 2002   | Socorro              | LINEAR         |
| 230362 | 2002 EP84              | 9 de març de 2002    | Socorro              | LINEAR         |
| 230363 | 2002 EU96              | 11 de març de 2002   | Kitt Peak            | Spacewatch     |
| 230364 | 2002 EF101             | 6 de març de 2002    | Catalina             | CSS            |
| 230365 | 2002 EX101             | 6 de març de 2002    | Socorro              | LINEAR         |
| 230366 | 2002 EP113             | 10 de març de 2002   | Anderson Mesa        | LONEOS         |
| 230367 | 2002 EK138             | 12 de març de 2002   | Palomar              | NEAT           |
| 230368 | 2002 EY152             | 15 de març de 2002   | Palomar              | NEAT           |
| 230369 | 2002 EU155             | 11 de març de 2002   | Kitt Peak            | Spacewatch     |
| 230370 | 2002 FQ1               | 19 de març de 2002   | Fountain Hills       | Fountain Hills |
| 230371 | 2002 FA15              | 16 de març de 2002   | Anderson Mesa        | LONEOS         |
| 230372 | 2002 FC15              | 16 de març de 2002   | Haleakala            | NEAT           |
| 230373 | 2002 FW15              | 16 de març de 2002   | Haleakala            | NEAT           |
| 230374 | 2002 GD9               | 14 d'abril de 2002   | Desert Eagle         | W. K. Y. Yeung |
| 230375 | 2002 GM14              | 14 d'abril de 2002   | Socorro              | LINEAR         |
| 230376 | 2002 GV16              | 15 d'abril de 2002   | Socorro              | LINEAR         |
| 230377 | 2002 GP18              | 13 d'abril de 2002   | Palomar              | NEAT           |
| 230378 | 2002 GA20              | 14 d'abril de 2002   | Socorro              | LINEAR         |
| 230379 | 2002 GZ51              | 5 d'abril de 2002    | Palomar              | NEAT           |
| 230380 | 2002 GU52              | 5 d'abril de 2002    | Anderson Mesa        | LONEOS         |
| 230381 | 2002 GV77              | 9 d'abril de 2002    | Socorro              | LINEAR         |
| 230382 | 2002 GN78              | 9 d'abril de 2002    | Socorro              | LINEAR         |
| 230383 | 2002 GH83              | 10 d'abril de 2002   | Socorro              | LINEAR         |
| 230384 | 2002 GP103             | 10 d'abril de 2002   | Socorro              | LINEAR         |
| 230385 | 2002 GX117             | 11 d'abril de 2002   | Socorro              | LINEAR         |
| 230386 | 2002 GC120             | 12 d'abril de 2002   | Palomar              | NEAT           |
| 230387 | 2002 GH121             | 12 d'abril de 2002   | Haleakala            | NEAT           |
| 230388 | 2002 GG122             | 10 d'abril de 2002   | Socorro              | LINEAR         |
| 230389 | 2002 GR126             | 12 d'abril de 2002   | Socorro              | LINEAR         |
| 230390 | 2002 GA144             | 11 d'abril de 2002   | Anderson Mesa        | LONEOS         |
| 230391 | 2002 GV151             | 14 d'abril de 2002   | Haleakala            | NEAT           |
| 230392 | 2002 GB166             | 15 d'abril de 2002   | Anderson Mesa        | LONEOS         |
| 230393 | 2002 GP169             | 9 d'abril de 2002    | Socorro              | LINEAR         |
| 230394 | 2002 GK176             | 12 d'abril de 2002   | Socorro              | LINEAR         |
| 230395 | 2002 JW10              | 7 de maig de 2002    | Socorro              | LINEAR         |
| 230396 | 2002 JM14              | 7 de maig de 2002    | Socorro              | LINEAR         |
| 230397 | 2002 JB46              | 9 de maig de 2002    | Socorro              | LINEAR         |
| 230398 | 2002 JR64              | 9 de maig de 2002    | Socorro              | LINEAR         |
| 230399 | 2002 JD73              | 8 de maig de 2002    | Socorro              | LINEAR         |
| 230400 | 2002 JY87              | 11 de maig de 2002   | Socorro              | LINEAR         |

## 230401-230500
| Nom                 | Designació provisional | Data de descobriment   | Lloc de descobriment | Descobridor/s               |
| ------------------- | ---------------------- | ---------------------- | -------------------- | --------------------------- |
| 230401              | 2002 JQ102             | 9 de maig de 2002      | Socorro              | LINEAR                      |
| 230402              | 2002 JJ110             | 11 de maig de 2002     | Socorro              | LINEAR                      |
| 230403              | 2002 JV121             | 5 de maig de 2002      | Palomar              | NEAT                        |
| 230404              | 2002 JW130             | 8 de maig de 2002      | Kitt Peak            | Spacewatch                  |
| 230405              | 2002 JV141             | 11 de maig de 2002     | Socorro              | LINEAR                      |
| 230406              | 2002 JM144             | 13 de maig de 2002     | Palomar              | NEAT                        |
| 230407              | 2002 KA2               | 16 de maig de 2002     | Socorro              | LINEAR                      |
| 230408              | 2002 KY2               | 18 de maig de 2002     | Palomar              | NEAT                        |
| 230409              | 2002 KG9               | 31 de maig de 2002     | Palomar              | NEAT                        |
| 230410              | 2002 KM9               | 30 de maig de 2002     | Palomar              | NEAT                        |
| 230411              | 2002 LZ20              | 6 de juny de 2002      | Socorro              | LINEAR                      |
| 230412              | 2002 LV24              | 1 de juny de 2002      | Palomar              | NEAT                        |
| 230413              | 2002 LE32              | 10 de juny de 2002     | Socorro              | LINEAR                      |
| 230414              | 2002 LW44              | 5 de juny de 2002      | Anderson Mesa        | LONEOS                      |
| 230415 Matthiasjung | 2002 MQ15              | 20 de juny de 2002     | Palomar              | NEAT                        |
| 230416              | 2002 NG26              | 9 de juliol de 2002    | Socorro              | LINEAR                      |
| 230417              | 2002 NV37              | 9 de juliol de 2002    | Socorro              | LINEAR                      |
| 230418              | 2002 NC52              | 14 de juliol de 2002   | Socorro              | LINEAR                      |
| 230419              | 2002 OE8               | 18 de juliol de 2002   | Palomar              | NEAT                        |
| 230420              | 2002 PP6               | 5 d'agost de 2002      | Palomar              | NEAT                        |
| 230421              | 2002 PD17              | 6 d'agost de 2002      | Palomar              | NEAT                        |
| 230422              | 2002 PG20              | 6 d'agost de 2002      | Palomar              | NEAT                        |
| 230423              | 2002 PZ28              | 6 d'agost de 2002      | Palomar              | NEAT                        |
| 230424              | 2002 PD53              | 8 d'agost de 2002      | Palomar              | NEAT                        |
| 230425              | 2002 PT67              | 6 d'agost de 2002      | Palomar              | NEAT                        |
| 230426              | 2002 PD110             | 13 d'agost de 2002     | Socorro              | LINEAR                      |
| 230427              | 2002 PO110             | 13 d'agost de 2002     | Anderson Mesa        | LONEOS                      |
| 230428              | 2002 PY110             | 13 d'agost de 2002     | Socorro              | LINEAR                      |
| 230429              | 2002 PC118             | 13 d'agost de 2002     | Anderson Mesa        | LONEOS                      |
| 230430              | 2002 PD120             | 13 d'agost de 2002     | Anderson Mesa        | LONEOS                      |
| 230431              | 2002 PB123             | 15 d'agost de 2002     | Palomar              | NEAT                        |
| 230432              | 2002 PC125             | 14 d'agost de 2002     | Socorro              | LINEAR                      |
| 230433              | 2002 PD132             | 13 d'agost de 2002     | Socorro              | LINEAR                      |
| 230434              | 2002 PV147             | 10 d'agost de 2002     | Cerro Tololo         | M. W. Buie                  |
| 230435              | 2002 PQ153             | 8 d'agost de 2002      | Palomar              | NEAT                        |
| 230436              | 2002 PF156             | 8 d'agost de 2002      | Palomar              | S. F. Hoenig                |
| 230437              | 2002 PO159             | 8 d'agost de 2002      | Palomar              | S. F. Hoenig                |
| 230438              | 2002 PH161             | 8 d'agost de 2002      | Palomar              | S. F. Hoenig                |
| 230439              | 2002 PG163             | 8 d'agost de 2002      | Palomar              | S. F. Hoenig                |
| 230440              | 2002 PQ165             | 8 d'agost de 2002      | Palomar              | A. Lowe                     |
| 230441              | 2002 QT51              | 29 d'agost de 2002     | Palomar              | S. F. Hoenig                |
| 230442              | 2002 QH61              | 28 d'agost de 2002     | Palomar              | NEAT                        |
| 230443              | 2002 QN86              | 17 d'agost de 2002     | Palomar              | NEAT                        |
| 230444              | 2002 QJ91              | 19 d'agost de 2002     | Palomar              | NEAT                        |
| 230445              | 2002 QF100             | 18 d'agost de 2002     | Palomar              | NEAT                        |
| 230446              | 2002 QT102             | 29 d'agost de 2002     | Palomar              | NEAT                        |
| 230447              | 2002 QF109             | 17 d'agost de 2002     | Palomar              | NEAT                        |
| 230448              | 2002 QB117             | 16 d'agost de 2002     | Palomar              | NEAT                        |
| 230449              | 2002 QZ135             | 30 d'agost de 2002     | Palomar              | NEAT                        |
| 230450              | 2002 QT136             | 28 d'agost de 2002     | Palomar              | NEAT                        |
| 230451              | 2002 RB10              | 4 de setembre de 2002  | Palomar              | NEAT                        |
| 230452              | 2002 RF17              | 4 de setembre de 2002  | Anderson Mesa        | LONEOS                      |
| 230453              | 2002 RO80              | 5 de setembre de 2002  | Socorro              | LINEAR                      |
| 230454              | 2002 RB87              | 5 de setembre de 2002  | Socorro              | LINEAR                      |
| 230455              | 2002 RE92              | 5 de setembre de 2002  | Socorro              | LINEAR                      |
| 230456              | 2002 RZ114             | 6 de setembre de 2002  | Socorro              | LINEAR                      |
| 230457              | 2002 RS118             | 7 de setembre de 2002  | Campo Imperatore     | CINEOS                      |
| 230458              | 2002 RM120             | 5 de setembre de 2002  | Haleakala            | NEAT                        |
| 230459              | 2002 RF129             | 10 de setembre de 2002 | Haleakala            | NEAT                        |
| 230460              | 2002 RU141             | 10 de setembre de 2002 | Haleakala            | NEAT                        |
| 230461              | 2002 RW142             | 11 de setembre de 2002 | Palomar              | NEAT                        |
| 230462              | 2002 RD144             | 11 de setembre de 2002 | Palomar              | NEAT                        |
| 230463              | 2002 RV149             | 11 de setembre de 2002 | Haleakala            | NEAT                        |
| 230464              | 2002 RO151             | 12 de setembre de 2002 | Palomar              | NEAT                        |
| 230465              | 2002 RC153             | 12 de setembre de 2002 | Palomar              | NEAT                        |
| 230466              | 2002 RO172             | 13 de setembre de 2002 | Palomar              | NEAT                        |
| 230467              | 2002 RR172             | 13 de setembre de 2002 | Palomar              | NEAT                        |
| 230468              | 2002 RX173             | 13 de setembre de 2002 | Palomar              | NEAT                        |
| 230469              | 2002 RM175             | 13 de setembre de 2002 | Palomar              | NEAT                        |
| 230470              | 2002 RX223             | 13 de setembre de 2002 | Palomar              | NEAT                        |
| 230471              | 2002 RH228             | 14 de setembre de 2002 | Haleakala            | NEAT                        |
| 230472              | 2002 RG241             | 14 de setembre de 2002 | Palomar              | R. Matson                   |
| 230473              | 2002 SG15              | 27 de setembre de 2002 | Palomar              | NEAT                        |
| 230474              | 2002 SK20              | 26 de setembre de 2002 | Palomar              | NEAT                        |
| 230475              | 2002 SH67              | 30 de setembre de 2002 | Socorro              | LINEAR                      |
| 230476              | 2002 TA3               | 1 d'octubre de 2002    | Anderson Mesa        | LONEOS                      |
| 230477              | 2002 TF10              | 1 d'octubre de 2002    | Haleakala            | NEAT                        |
| 230478              | 2002 TA14              | 1 d'octubre de 2002    | Socorro              | LINEAR                      |
| 230479              | 2002 TT36              | 2 d'octubre de 2002    | Socorro              | LINEAR                      |
| 230480              | 2002 TY45              | 2 d'octubre de 2002    | Socorro              | LINEAR                      |
| 230481              | 2002 TO51              | 2 d'octubre de 2002    | Socorro              | LINEAR                      |
| 230482              | 2002 TL54              | 2 d'octubre de 2002    | Socorro              | LINEAR                      |
| 230483              | 2002 TB65              | 2 d'octubre de 2002    | Kvistaberg           | Uppsala-DLR Asteroid Survey |
| 230484              | 2002 TJ73              | 3 d'octubre de 2002    | Palomar              | NEAT                        |
| 230485              | 2002 TH76              | 1 d'octubre de 2002    | Anderson Mesa        | LONEOS                      |
| 230486              | 2002 TM86              | 3 d'octubre de 2002    | Socorro              | LINEAR                      |
| 230487              | 2002 TT86              | 3 d'octubre de 2002    | Socorro              | LINEAR                      |
| 230488              | 2002 TL91              | 3 d'octubre de 2002    | Palomar              | NEAT                        |
| 230489              | 2002 TG100             | 4 d'octubre de 2002    | Socorro              | LINEAR                      |
| 230490              | 2002 TO128             | 4 d'octubre de 2002    | Palomar              | NEAT                        |
| 230491              | 2002 TF165             | 2 d'octubre de 2002    | Haleakala            | NEAT                        |
| 230492              | 2002 TO195             | 3 d'octubre de 2002    | Socorro              | LINEAR                      |
| 230493              | 2002 TP199             | 3 d'octubre de 2002    | Palomar              | NEAT                        |
| 230494              | 2002 TO214             | 4 d'octubre de 2002    | Socorro              | LINEAR                      |
| 230495              | 2002 TE232             | 6 d'octubre de 2002    | Socorro              | LINEAR                      |
| 230496              | 2002 TQ242             | 9 d'octubre de 2002    | Socorro              | LINEAR                      |
| 230497              | 2002 TG258             | 9 d'octubre de 2002    | Socorro              | LINEAR                      |
| 230498              | 2002 TJ268             | 9 d'octubre de 2002    | Socorro              | LINEAR                      |
| 230499              | 2002 TH274             | 9 d'octubre de 2002    | Socorro              | LINEAR                      |
| 230500              | 2002 TM279             | 10 d'octubre de 2002   | Socorro              | LINEAR                      |

## 230501-230600
| Nom    | Designació provisional | Data de descobriment   | Lloc de descobriment | Descobridor/s                |
| ------ | ---------------------- | ---------------------- | -------------------- | ---------------------------- |
| 230501 | 2002 TR285             | 10 d'octubre de 2002   | Socorro              | LINEAR                       |
| 230502 | 2002 TR288             | 10 d'octubre de 2002   | Socorro              | LINEAR                       |
| 230503 | 2002 TC385             | 5 d'octubre de 2002    | Apache Point         | Sloan Digital Sky Survey     |
| 230504 | 2002 UG2               | 28 d'octubre de 2002   | Palomar              | NEAT                         |
| 230505 | 2002 UH34              | 30 d'octubre de 2002   | Kitt Peak            | Spacewatch                   |
| 230506 | 2002 UG49              | 31 d'octubre de 2002   | Socorro              | LINEAR                       |
| 230507 | 2002 VQ9               | 1 de novembre de 2002  | Palomar              | NEAT                         |
| 230508 | 2002 VP17              | 5 de novembre de 2002  | Socorro              | LINEAR                       |
| 230509 | 2002 VM19              | 4 de novembre de 2002  | Palomar              | NEAT                         |
| 230510 | 2002 VW37              | 5 de novembre de 2002  | Socorro              | LINEAR                       |
| 230511 | 2002 VD38              | 5 de novembre de 2002  | Socorro              | LINEAR                       |
| 230512 | 2002 VT40              | 1 de novembre de 2002  | Palomar              | NEAT                         |
| 230513 | 2002 VZ51              | 6 de novembre de 2002  | Anderson Mesa        | LONEOS                       |
| 230514 | 2002 VQ60              | 3 de novembre de 2002  | Haleakala            | NEAT                         |
| 230515 | 2002 VV94              | 12 de novembre de 2002 | Socorro              | LINEAR                       |
| 230516 | 2002 VQ106             | 12 de novembre de 2002 | Socorro              | LINEAR                       |
| 230517 | 2002 VC119             | 12 de novembre de 2002 | Socorro              | LINEAR                       |
| 230518 | 2002 VE126             | 12 de novembre de 2002 | Socorro              | LINEAR                       |
| 230519 | 2002 WY5               | 24 de novembre de 2002 | Palomar              | NEAT                         |
| 230520 | 2002 WE8               | 24 de novembre de 2002 | Palomar              | NEAT                         |
| 230521 | 2002 WM11              | 27 de novembre de 2002 | Anderson Mesa        | LONEOS                       |
| 230522 | 2002 WM19              | 24 de novembre de 2002 | Palomar              | S. F. Hoenig                 |
| 230523 | 2002 WN19              | 24 de novembre de 2002 | Palomar              | S. F. Hoenig                 |
| 230524 | 2002 WD20              | 25 de novembre de 2002 | Palomar              | S. F. Hoenig                 |
| 230525 | 2002 XW5               | 1 de desembre de 2002  | Socorro              | LINEAR                       |
| 230526 | 2002 XB11              | 3 de desembre de 2002  | Palomar              | NEAT                         |
| 230527 | 2002 XF24              | 5 de desembre de 2002  | Socorro              | LINEAR                       |
| 230528 | 2002 XZ26              | 5 de desembre de 2002  | Anderson Mesa        | LONEOS                       |
| 230529 | 2002 XX28              | 5 de desembre de 2002  | Socorro              | LINEAR                       |
| 230530 | 2002 XO35              | 5 de desembre de 2002  | Fountain Hills       | C. W. Juels, P. R. Holvorcem |
| 230531 | 2002 XY66              | 10 de desembre de 2002 | Socorro              | LINEAR                       |
| 230532 | 2002 XE76              | 11 de desembre de 2002 | Socorro              | LINEAR                       |
| 230533 | 2002 XE95              | 5 de desembre de 2002  | Socorro              | LINEAR                       |
| 230534 | 2002 XK98              | 5 de desembre de 2002  | Socorro              | LINEAR                       |
| 230535 | 2002 XW99              | 5 de desembre de 2002  | Socorro              | LINEAR                       |
| 230536 | 2002 YX5               | 27 de desembre de 2002 | Anderson Mesa        | LONEOS                       |
| 230537 | 2002 YE15              | 31 de desembre de 2002 | Kitt Peak            | Spacewatch                   |
| 230538 | 2002 YG16              | 31 de desembre de 2002 | Socorro              | LINEAR                       |
| 230539 | 2002 YC23              | 31 de desembre de 2002 | Socorro              | LINEAR                       |
| 230540 | 2002 YX24              | 31 de desembre de 2002 | Socorro              | LINEAR                       |
| 230541 | 2002 YR25              | 31 de desembre de 2002 | Socorro              | LINEAR                       |
| 230542 | 2003 AC2               | 2 de gener de 2003     | Socorro              | LINEAR                       |
| 230543 | 2003 AM3               | 3 de gener de 2003     | Socorro              | LINEAR                       |
| 230544 | 2003 AC55              | 5 de gener de 2003     | Socorro              | LINEAR                       |
| 230545 | 2003 AM61              | 7 de gener de 2003     | Socorro              | LINEAR                       |
| 230546 | 2003 AQ69              | 8 de gener de 2003     | Socorro              | LINEAR                       |
| 230547 | 2003 AY82              | 8 de gener de 2003     | Socorro              | LINEAR                       |
| 230548 | 2003 AT90              | 5 de gener de 2003     | Anderson Mesa        | LONEOS                       |
| 230549 | 2003 BH                | 18 de gener de 2003    | Haleakala            | NEAT                         |
| 230550 | 2003 BM                | 21 de gener de 2003    | Wrightwood           | J. W. Young                  |
| 230551 | 2003 BD2               | 25 de gener de 2003    | Anderson Mesa        | LONEOS                       |
| 230552 | 2003 BK8               | 26 de gener de 2003    | Anderson Mesa        | LONEOS                       |
| 230553 | 2003 BS8               | 26 de gener de 2003    | Anderson Mesa        | LONEOS                       |
| 230554 | 2003 BS10              | 26 de gener de 2003    | Anderson Mesa        | LONEOS                       |
| 230555 | 2003 BY11              | 26 de gener de 2003    | Anderson Mesa        | LONEOS                       |
| 230556 | 2003 BU15              | 26 de gener de 2003    | Anderson Mesa        | LONEOS                       |
| 230557 | 2003 BC25              | 25 de gener de 2003    | Palomar              | NEAT                         |
| 230558 | 2003 BM27              | 26 de gener de 2003    | Anderson Mesa        | LONEOS                       |
| 230559 | 2003 BC42              | 27 de gener de 2003    | Socorro              | LINEAR                       |
| 230560 | 2003 BY43              | 28 de gener de 2003    | Palomar              | NEAT                         |
| 230561 | 2003 BH47              | 28 de gener de 2003    | Haleakala            | NEAT                         |
| 230562 | 2003 BW50              | 27 de gener de 2003    | Socorro              | LINEAR                       |
| 230563 | 2003 BO51              | 27 de gener de 2003    | Socorro              | LINEAR                       |
| 230564 | 2003 BK54              | 27 de gener de 2003    | Palomar              | NEAT                         |
| 230565 | 2003 BG55              | 27 de gener de 2003    | Haleakala            | NEAT                         |
| 230566 | 2003 BH58              | 27 de gener de 2003    | Socorro              | LINEAR                       |
| 230567 | 2003 BL58              | 27 de gener de 2003    | Socorro              | LINEAR                       |
| 230568 | 2003 BN58              | 27 de gener de 2003    | Socorro              | LINEAR                       |
| 230569 | 2003 BA60              | 27 de gener de 2003    | Socorro              | LINEAR                       |
| 230570 | 2003 BQ64              | 30 de gener de 2003    | Anderson Mesa        | LONEOS                       |
| 230571 | 2003 BS65              | 30 de gener de 2003    | Anderson Mesa        | LONEOS                       |
| 230572 | 2003 BF70              | 30 de gener de 2003    | Anderson Mesa        | LONEOS                       |
| 230573 | 2003 BR79              | 31 de gener de 2003    | Socorro              | LINEAR                       |
| 230574 | 2003 BK81              | 31 de gener de 2003    | Socorro              | LINEAR                       |
| 230575 | 2003 BN83              | 31 de gener de 2003    | Socorro              | LINEAR                       |
| 230576 | 2003 BE88              | 27 de gener de 2003    | Socorro              | LINEAR                       |
| 230577 | 2003 BZ88              | 28 de gener de 2003    | Socorro              | LINEAR                       |
| 230578 | 2003 CA3               | 2 de febrer de 2003    | Anderson Mesa        | LONEOS                       |
| 230579 | 2003 CU3               | 2 de febrer de 2003    | Palomar              | NEAT                         |
| 230580 | 2003 CH4               | 1 de febrer de 2003    | Anderson Mesa        | LONEOS                       |
| 230581 | 2003 CX5               | 1 de febrer de 2003    | Socorro              | LINEAR                       |
| 230582 | 2003 CQ9               | 2 de febrer de 2003    | Socorro              | LINEAR                       |
| 230583 | 2003 CU16              | 7 de febrer de 2003    | Desert Eagle         | W. K. Y. Yeung               |
| 230584 | 2003 DS16              | 21 de febrer de 2003   | Palomar              | NEAT                         |
| 230585 | 2003 DY17              | 19 de febrer de 2003   | Palomar              | NEAT                         |
| 230586 | 2003 DE19              | 21 de febrer de 2003   | Palomar              | NEAT                         |
| 230587 | 2003 DW19              | 22 de febrer de 2003   | Palomar              | NEAT                         |
| 230588 | 2003 DB24              | 22 de febrer de 2003   | Palomar              | NEAT                         |
| 230589 | 2003 EM12              | 6 de març de 2003      | Socorro              | LINEAR                       |
| 230590 | 2003 EE13              | 6 de març de 2003      | Palomar              | NEAT                         |
| 230591 | 2003 EO25              | 6 de març de 2003      | Anderson Mesa        | LONEOS                       |
| 230592 | 2003 EH27              | 6 de març de 2003      | Socorro              | LINEAR                       |
| 230593 | 2003 EF29              | 6 de març de 2003      | Socorro              | LINEAR                       |
| 230594 | 2003 EF33              | 7 de març de 2003      | Kitt Peak            | Spacewatch                   |
| 230595 | 2003 EM33              | 7 de març de 2003      | Anderson Mesa        | LONEOS                       |
| 230596 | 2003 EQ35              | 7 de març de 2003      | Socorro              | LINEAR                       |
| 230597 | 2003 ES45              | 7 de març de 2003      | Socorro              | LINEAR                       |
| 230598 | 2003 EH52              | 11 de març de 2003     | Palomar              | NEAT                         |
| 230599 | 2003 FJ1               | 24 de març de 2003     | Socorro              | LINEAR                       |
| 230600 | 2003 FR7               | 30 de març de 2003     | Desert Moon          | B. L. Stevens                |

## 230601-230700
| Nom             | Designació provisional | Data de descobriment   | Lloc de descobriment | Descobridor/s               |
| --------------- | ---------------------- | ---------------------- | -------------------- | --------------------------- |
| 230601          | 2003 FQ12              | 22 de març de 2003     | Kvistaberg           | Uppsala-DLR Asteroid Survey |
| 230602          | 2003 FW20              | 23 de març de 2003     | Kitt Peak            | Spacewatch                  |
| 230603          | 2003 FN22              | 25 de març de 2003     | Kitt Peak            | Spacewatch                  |
| 230604          | 2003 FV25              | 24 de març de 2003     | Kitt Peak            | Spacewatch                  |
| 230605          | 2003 FY38              | 23 de març de 2003     | Kitt Peak            | Spacewatch                  |
| 230606          | 2003 FP40              | 25 de març de 2003     | Palomar              | NEAT                        |
| 230607          | 2003 FQ51              | 25 de març de 2003     | Catalina             | CSS                         |
| 230608          | 2003 FC54              | 25 de març de 2003     | Haleakala            | NEAT                        |
| 230609          | 2003 FP66              | 26 de març de 2003     | Palomar              | NEAT                        |
| 230610          | 2003 FF73              | 26 de març de 2003     | Haleakala            | NEAT                        |
| 230611          | 2003 FV79              | 27 de març de 2003     | Palomar              | NEAT                        |
| 230612          | 2003 FJ80              | 27 de març de 2003     | Socorro              | LINEAR                      |
| 230613          | 2003 FG81              | 27 de març de 2003     | Socorro              | LINEAR                      |
| 230614          | 2003 FX82              | 27 de març de 2003     | Catalina             | CSS                         |
| 230615          | 2003 FP88              | 28 de març de 2003     | Kitt Peak            | Spacewatch                  |
| 230616          | 2003 FN100             | 31 de març de 2003     | Anderson Mesa        | LONEOS                      |
| 230617          | 2003 FW104             | 26 de març de 2003     | Kitt Peak            | Spacewatch                  |
| 230618          | 2003 FW116             | 24 de març de 2003     | Kitt Peak            | Spacewatch                  |
| 230619          | 2003 FG119             | 26 de març de 2003     | Anderson Mesa        | LONEOS                      |
| 230620          | 2003 FH130             | 27 de març de 2003     | Kitt Peak            | Spacewatch                  |
| 230621          | 2003 FW130             | 31 de març de 2003     | Anderson Mesa        | LONEOS                      |
| 230622          | 2003 GO14              | 2 d'abril de 2003      | Haleakala            | NEAT                        |
| 230623          | 2003 GH27              | 6 d'abril de 2003      | Kitt Peak            | Spacewatch                  |
| 230624          | 2003 GU39              | 8 d'abril de 2003      | Socorro              | LINEAR                      |
| 230625          | 2003 HX14              | 26 d'abril de 2003     | Haleakala            | NEAT                        |
| 230626          | 2003 HY18              | 25 d'abril de 2003     | Kitt Peak            | Spacewatch                  |
| 230627          | 2003 HF45              | 29 d'abril de 2003     | Socorro              | LINEAR                      |
| 230628          | 2003 HB54              | 24 d'abril de 2003     | Anderson Mesa        | LONEOS                      |
| 230629          | 2003 HR55              | 29 d'abril de 2003     | Anderson Mesa        | LONEOS                      |
| 230630          | 2003 KP36              | 30 de maig de 2003     | Socorro              | LINEAR                      |
| 230631          | 2003 MB                | 18 de juny de 2003     | Sierra Nevada        | A. Sota                     |
| 230632          | 2003 MO3               | 25 de juny de 2003     | Socorro              | LINEAR                      |
| 230633          | 2003 MH5               | 26 de juny de 2003     | Socorro              | LINEAR                      |
| 230634          | 2003 QR2               | 19 d'agost de 2003     | Campo Imperatore     | CINEOS                      |
| 230635          | 2003 QO3               | 18 d'agost de 2003     | Wise                 | D. Polishook                |
| 230636          | 2003 QG7               | 21 d'agost de 2003     | Palomar              | NEAT                        |
| 230637          | 2003 QD24              | 21 d'agost de 2003     | Palomar              | NEAT                        |
| 230638          | 2003 QO43              | 22 d'agost de 2003     | Palomar              | NEAT                        |
| 230639          | 2003 QJ55              | 23 d'agost de 2003     | Socorro              | LINEAR                      |
| 230640          | 2003 QE89              | 26 d'agost de 2003     | Socorro              | LINEAR                      |
| 230641          | 2003 QS114             | 26 d'agost de 2003     | Socorro              | LINEAR                      |
| 230642          | 2003 QW114             | 21 d'agost de 2003     | Campo Imperatore     | CINEOS                      |
| 230643          | 2003 RQ10              | 8 de setembre de 2003  | Haleakala            | NEAT                        |
| 230644          | 2003 RP12              | 14 de setembre de 2003 | Haleakala            | NEAT                        |
| 230645          | 2003 RZ15              | 15 de setembre de 2003 | Palomar              | NEAT                        |
| 230646          | 2003 RF19              | 15 de setembre de 2003 | Anderson Mesa        | LONEOS                      |
| 230647          | 2003 SN11              | 16 de setembre de 2003 | Kitt Peak            | Spacewatch                  |
| 230648          | 2003 SL15              | 17 de setembre de 2003 | Klet                 | M. Tichy                    |
| 230649          | 2003 SM27              | 18 de setembre de 2003 | Socorro              | LINEAR                      |
| 230650          | 2003 SC30              | 18 de setembre de 2003 | Palomar              | NEAT                        |
| 230651          | 2003 SF30              | 18 de setembre de 2003 | Palomar              | NEAT                        |
| 230652          | 2003 SH90              | 18 de setembre de 2003 | Socorro              | LINEAR                      |
| 230653          | 2003 SC95              | 19 de setembre de 2003 | Kitt Peak            | Spacewatch                  |
| 230654          | 2003 SD99              | 19 de setembre de 2003 | Kitt Peak            | Spacewatch                  |
| 230655          | 2003 SM101             | 20 de setembre de 2003 | Palomar              | NEAT                        |
| 230656          | 2003 SX111             | 19 de setembre de 2003 | Piszkesteto          | Piszkesteto                 |
| 230657          | 2003 SQ115             | 16 de setembre de 2003 | Kitt Peak            | Spacewatch                  |
| 230658          | 2003 SC117             | 16 de setembre de 2003 | Palomar              | NEAT                        |
| 230659          | 2003 SA119             | 16 de setembre de 2003 | Kitt Peak            | Spacewatch                  |
| 230660          | 2003 SO138             | 20 de setembre de 2003 | Palomar              | NEAT                        |
| 230661          | 2003 ST159             | 22 de setembre de 2003 | Kitt Peak            | Spacewatch                  |
| 230662          | 2003 SX177             | 19 de setembre de 2003 | Socorro              | LINEAR                      |
| 230663          | 2003 SV188             | 22 de setembre de 2003 | Anderson Mesa        | LONEOS                      |
| 230664          | 2003 SX191             | 19 de setembre de 2003 | Palomar              | NEAT                        |
| 230665          | 2003 SD198             | 21 de setembre de 2003 | Anderson Mesa        | LONEOS                      |
| 230666          | 2003 SL199             | 21 de setembre de 2003 | Anderson Mesa        | LONEOS                      |
| 230667          | 2003 SZ200             | 25 de setembre de 2003 | Klet                 | J. Ticha, M. Tichy          |
| 230668          | 2003 SC201             | 23 de setembre de 2003 | Sierra Nevada        | A. Sota                     |
| 230669          | 2003 SJ222             | 27 de setembre de 2003 | Desert Eagle         | W. K. Y. Yeung              |
| 230670          | 2003 SU248             | 26 de setembre de 2003 | Socorro              | LINEAR                      |
| 230671          | 2003 SH253             | 27 de setembre de 2003 | Kitt Peak            | Spacewatch                  |
| 230672          | 2003 SC267             | 29 de setembre de 2003 | Socorro              | LINEAR                      |
| 230673          | 2003 ST269             | 30 de setembre de 2003 | Goodricke-Pigott     | J. W. Kessel                |
| 230674          | 2003 SV279             | 18 de setembre de 2003 | Kitt Peak            | Spacewatch                  |
| 230675          | 2003 SC286             | 20 de setembre de 2003 | Palomar              | NEAT                        |
| 230676          | 2003 SP292             | 25 de setembre de 2003 | Palomar              | NEAT                        |
| 230677          | 2003 SO297             | 18 de setembre de 2003 | Haleakala            | NEAT                        |
| 230678          | 2003 SK309             | 27 de setembre de 2003 | Socorro              | LINEAR                      |
| 230679          | 2003 SG325             | 17 de setembre de 2003 | Kitt Peak            | Spacewatch                  |
| 230680          | 2003 TD1               | 4 d'octubre de 2003    | Kingsnake            | J. V. McClusky              |
| 230681          | 2003 TQ3               | 5 d'octubre de 2003    | Great Shefford       | P. Birtwhistle              |
| 230682          | 2003 TR20              | 15 d'octubre de 2003   | Palomar              | NEAT                        |
| 230683          | 2003 TD21              | 15 d'octubre de 2003   | Anderson Mesa        | LONEOS                      |
| 230684          | 2003 TQ37              | 2 d'octubre de 2003    | Kitt Peak            | Spacewatch                  |
| 230685          | 2003 TK39              | 2 d'octubre de 2003    | Kitt Peak            | Spacewatch                  |
| 230686          | 2003 TC45              | 3 d'octubre de 2003    | Kitt Peak            | Spacewatch                  |
| 230687          | 2003 TK51              | 5 d'octubre de 2003    | Kitt Peak            | Spacewatch                  |
| 230688          | 2003 TH56              | 5 d'octubre de 2003    | Kitt Peak            | Spacewatch                  |
| 230689          | 2003 UY15              | 16 d'octubre de 2003   | Anderson Mesa        | LONEOS                      |
| 230690          | 2003 UX16              | 16 d'octubre de 2003   | Crni Vrh             | Crni Vrh                    |
| 230691 Van Vogt | 2003 UD18              | 18 d'octubre de 2003   | Saint-Sulpice        | B. Christophe               |
| 230692          | 2003 UG35              | 16 d'octubre de 2003   | Palomar              | NEAT                        |
| 230693          | 2003 UF49              | 16 d'octubre de 2003   | Anderson Mesa        | LONEOS                      |
| 230694          | 2003 US55              | 18 d'octubre de 2003   | Palomar              | NEAT                        |
| 230695          | 2003 UZ57              | 16 d'octubre de 2003   | Kitt Peak            | Spacewatch                  |
| 230696          | 2003 UG60              | 17 d'octubre de 2003   | Anderson Mesa        | LONEOS                      |
| 230697          | 2003 UT64              | 16 d'octubre de 2003   | Anderson Mesa        | LONEOS                      |
| 230698          | 2003 UB72              | 19 d'octubre de 2003   | Socorro              | LINEAR                      |
| 230699          | 2003 UO77              | 17 d'octubre de 2003   | Anderson Mesa        | LONEOS                      |
| 230700          | 2003 UB78              | 17 d'octubre de 2003   | Anderson Mesa        | LONEOS                      |

## 230701-230800
| Nom              | Designació provisional | Data de descobriment   | Lloc de descobriment | Descobridor/s            |
| ---------------- | ---------------------- | ---------------------- | -------------------- | ------------------------ |
| 230701           | 2003 UP79              | 19 d'octubre de 2003   | Anderson Mesa        | LONEOS                   |
| 230702           | 2003 UC93              | 20 d'octubre de 2003   | Kitt Peak            | Spacewatch               |
| 230703           | 2003 UJ100             | 19 d'octubre de 2003   | Palomar              | NEAT                     |
| 230704           | 2003 UX104             | 18 d'octubre de 2003   | Kitt Peak            | Spacewatch               |
| 230705           | 2003 UK120             | 18 d'octubre de 2003   | Kitt Peak            | Spacewatch               |
| 230706           | 2003 UQ130             | 19 d'octubre de 2003   | Palomar              | NEAT                     |
| 230707           | 2003 UW132             | 19 d'octubre de 2003   | Palomar              | NEAT                     |
| 230708           | 2003 UX133             | 20 d'octubre de 2003   | Palomar              | NEAT                     |
| 230709           | 2003 UK134             | 20 d'octubre de 2003   | Palomar              | NEAT                     |
| 230710           | 2003 UL138             | 21 d'octubre de 2003   | Socorro              | LINEAR                   |
| 230711           | 2003 US141             | 18 d'octubre de 2003   | Anderson Mesa        | LONEOS                   |
| 230712           | 2003 UJ147             | 18 d'octubre de 2003   | Anderson Mesa        | LONEOS                   |
| 230713           | 2003 UY150             | 21 d'octubre de 2003   | Kitt Peak            | Spacewatch               |
| 230714           | 2003 UY152             | 21 d'octubre de 2003   | Kitt Peak            | Spacewatch               |
| 230715           | 2003 UC154             | 19 d'octubre de 2003   | Kitt Peak            | Spacewatch               |
| 230716           | 2003 UO168             | 22 d'octubre de 2003   | Socorro              | LINEAR                   |
| 230717           | 2003 UG186             | 22 d'octubre de 2003   | Kitt Peak            | Spacewatch               |
| 230718           | 2003 UX187             | 22 d'octubre de 2003   | Socorro              | LINEAR                   |
| 230719           | 2003 UF189             | 22 d'octubre de 2003   | Kitt Peak            | Spacewatch               |
| 230720           | 2003 UW192             | 20 d'octubre de 2003   | Kitt Peak            | Spacewatch               |
| 230721           | 2003 UA199             | 21 d'octubre de 2003   | Socorro              | LINEAR                   |
| 230722           | 2003 UD202             | 21 d'octubre de 2003   | Socorro              | LINEAR                   |
| 230723           | 2003 UO203             | 21 d'octubre de 2003   | Kitt Peak            | Spacewatch               |
| 230724           | 2003 UO246             | 24 d'octubre de 2003   | Socorro              | LINEAR                   |
| 230725           | 2003 UN247             | 24 d'octubre de 2003   | Haleakala            | NEAT                     |
| 230726           | 2003 US266             | 28 d'octubre de 2003   | Socorro              | LINEAR                   |
| 230727           | 2003 UJ279             | 27 d'octubre de 2003   | Socorro              | LINEAR                   |
| 230728           | 2003 UE316             | 22 d'octubre de 2003   | Kitt Peak            | M. W. Buie               |
| 230729           | 2003 US316             | 27 d'octubre de 2003   | Kitt Peak            | Spacewatch               |
| 230730           | 2003 UM320             | 22 d'octubre de 2003   | Palomar              | NEAT                     |
| 230731           | 2003 UO328             | 17 d'octubre de 2003   | Apache Point         | Sloan Digital Sky Survey |
| 230732           | 2003 VJ2               | 4 de novembre de 2003  | Socorro              | LINEAR                   |
| 230733           | 2003 VC4               | 14 de novembre de 2003 | Palomar              | NEAT                     |
| 230734           | 2003 WF1               | 16 de novembre de 2003 | Catalina             | CSS                      |
| 230735           | 2003 WO1               | 16 de novembre de 2003 | Catalina             | CSS                      |
| 230736           | 2003 WV2               | 18 de novembre de 2003 | Begues               | Begues                   |
| 230737           | 2003 WX7               | 18 de novembre de 2003 | Wrightwood           | J. W. Young              |
| 230738           | 2003 WO10              | 18 de novembre de 2003 | Kitt Peak            | Spacewatch               |
| 230739           | 2003 WU11              | 18 de novembre de 2003 | Palomar              | NEAT                     |
| 230740           | 2003 WZ19              | 19 de novembre de 2003 | Socorro              | LINEAR                   |
| 230741           | 2003 WF27              | 16 de novembre de 2003 | Kitt Peak            | Spacewatch               |
| 230742           | 2003 WO27              | 16 de novembre de 2003 | Kitt Peak            | Spacewatch               |
| 230743           | 2003 WM30              | 18 de novembre de 2003 | Kitt Peak            | Spacewatch               |
| 230744           | 2003 WW34              | 19 de novembre de 2003 | Kitt Peak            | Spacewatch               |
| 230745           | 2003 WM57              | 18 de novembre de 2003 | Kitt Peak            | Spacewatch               |
| 230746           | 2003 WA66              | 19 de novembre de 2003 | Socorro              | LINEAR                   |
| 230747           | 2003 WM75              | 18 de novembre de 2003 | Kitt Peak            | Spacewatch               |
| 230748           | 2003 WF102             | 21 de novembre de 2003 | Socorro              | LINEAR                   |
| 230749           | 2003 WU111             | 20 de novembre de 2003 | Socorro              | LINEAR                   |
| 230750           | 2003 WM118             | 20 de novembre de 2003 | Socorro              | LINEAR                   |
| 230751           | 2003 WP132             | 20 de novembre de 2003 | Socorro              | LINEAR                   |
| 230752           | 2003 WP134             | 21 de novembre de 2003 | Socorro              | LINEAR                   |
| 230753           | 2003 WA159             | 29 de novembre de 2003 | Kitt Peak            | Spacewatch               |
| 230754           | 2003 WW163             | 30 de novembre de 2003 | Kitt Peak            | Spacewatch               |
| 230755           | 2003 WT169             | 19 de novembre de 2003 | Catalina             | CSS                      |
| 230756           | 2003 WV169             | 19 de novembre de 2003 | Palomar              | NEAT                     |
| 230757           | 2003 WK170             | 20 de novembre de 2003 | Palomar              | NEAT                     |
| 230758           | 2003 WP171             | 23 de novembre de 2003 | Anderson Mesa        | LONEOS                   |
| 230759           | 2003 WE183             | 23 de novembre de 2003 | Kitt Peak            | M. W. Buie               |
| 230760           | 2003 WG189             | 20 de novembre de 2003 | Palomar              | NEAT                     |
| 230761           | 2003 WV189             | 23 de novembre de 2003 | Catalina             | CSS                      |
| 230762           | 2003 WP192             | 23 de novembre de 2003 | Socorro              | LINEAR                   |
| 230763           | 2003 XX1               | 1 de desembre de 2003  | Socorro              | LINEAR                   |
| 230764           | 2003 XW12              | 13 de desembre de 2003 | Socorro              | LINEAR                   |
| 230765 Alfbester | 2003 XN15              | 15 de desembre de 2003 | Saint-Sulpice        | B. Christophe            |
| 230766           | 2003 XQ19              | 14 de desembre de 2003 | Palomar              | NEAT                     |
| 230767           | 2003 XH22              | 5 de desembre de 2003  | Socorro              | LINEAR                   |
| 230768           | 2003 XL35              | 3 de desembre de 2003  | Socorro              | LINEAR                   |
| 230769           | 2003 YU10              | 17 de desembre de 2003 | Socorro              | LINEAR                   |
| 230770           | 2003 YV10              | 17 de desembre de 2003 | Socorro              | LINEAR                   |
| 230771           | 2003 YY23              | 17 de desembre de 2003 | Socorro              | LINEAR                   |
| 230772           | 2003 YU25              | 18 de desembre de 2003 | Socorro              | LINEAR                   |
| 230773           | 2003 YW56              | 19 de desembre de 2003 | Socorro              | LINEAR                   |
| 230774           | 2003 YC63              | 19 de desembre de 2003 | Socorro              | LINEAR                   |
| 230775           | 2003 YX71              | 18 de desembre de 2003 | Socorro              | LINEAR                   |
| 230776           | 2003 YG74              | 18 de desembre de 2003 | Socorro              | LINEAR                   |
| 230777           | 2003 YX104             | 21 de desembre de 2003 | Socorro              | LINEAR                   |
| 230778           | 2003 YW118             | 27 de desembre de 2003 | Kitt Peak            | Spacewatch               |
| 230779           | 2003 YG127             | 27 de desembre de 2003 | Socorro              | LINEAR                   |
| 230780           | 2003 YA139             | 27 de desembre de 2003 | Kitt Peak            | Spacewatch               |
| 230781           | 2003 YE139             | 28 de desembre de 2003 | Socorro              | LINEAR                   |
| 230782           | 2003 YC145             | 28 de desembre de 2003 | Socorro              | LINEAR                   |
| 230783           | 2003 YK145             | 28 de desembre de 2003 | Socorro              | LINEAR                   |
| 230784           | 2003 YZ150             | 29 de desembre de 2003 | Catalina             | CSS                      |
| 230785           | 2003 YC152             | 29 de desembre de 2003 | Socorro              | LINEAR                   |
| 230786           | 2003 YO167             | 18 de desembre de 2003 | Socorro              | LINEAR                   |
| 230787           | 2004 BE13              | 17 de gener de 2004    | Palomar              | NEAT                     |
| 230788           | 2004 BV47              | 21 de gener de 2004    | Socorro              | LINEAR                   |
| 230789           | 2004 BT81              | 26 de gener de 2004    | Anderson Mesa        | LONEOS                   |
| 230790           | 2004 BT98              | 27 de gener de 2004    | Kitt Peak            | Spacewatch               |
| 230791           | 2004 BC107             | 28 de gener de 2004    | Kitt Peak            | Spacewatch               |
| 230792           | 2004 BL114             | 29 de gener de 2004    | Anderson Mesa        | LONEOS                   |
| 230793           | 2004 BQ139             | 19 de gener de 2004    | Kitt Peak            | Spacewatch               |
| 230794           | 2004 BT148             | 16 de gener de 2004    | Kitt Peak            | Spacewatch               |
| 230795           | 2004 DW17              | 18 de febrer de 2004   | Kitt Peak            | Spacewatch               |
| 230796           | 2004 EJ                | 10 de març de 2004     | Palomar              | NEAT                     |
| 230797           | 2004 ED13              | 11 de març de 2004     | Palomar              | NEAT                     |
| 230798           | 2004 EF31              | 13 de març de 2004     | Palomar              | NEAT                     |
| 230799           | 2004 EV59              | 15 de març de 2004     | Palomar              | NEAT                     |
| 230800           | 2004 EO62              | 12 de març de 2004     | Palomar              | NEAT                     |

## 230801-230900
| Nom    | Designació provisional | Data de descobriment   | Lloc de descobriment | Descobridor/s        |
| ------ | ---------------------- | ---------------------- | -------------------- | -------------------- |
| 230801 | 2004 ES79              | 15 de març de 2004     | Palomar              | NEAT                 |
| 230802 | 2004 FR13              | 16 de març de 2004     | Kitt Peak            | Spacewatch           |
| 230803 | 2004 FO41              | 18 de març de 2004     | Kitt Peak            | Spacewatch           |
| 230804 | 2004 FA68              | 20 de març de 2004     | Socorro              | LINEAR               |
| 230805 | 2004 FX104             | 23 de març de 2004     | Socorro              | LINEAR               |
| 230806 | 2004 FU116             | 23 de març de 2004     | Socorro              | LINEAR               |
| 230807 | 2004 FO136             | 27 de març de 2004     | Anderson Mesa        | LONEOS               |
| 230808 | 2004 GH21              | 11 d'abril de 2004     | Palomar              | NEAT                 |
| 230809 | 2004 GF79              | 9 d'abril de 2004      | Siding Spring        | Siding Spring Survey |
| 230810 | 2004 HJ12              | 20 d'abril de 2004     | Reedy Creek          | J. Broughton         |
| 230811 | 2004 HG16              | 17 d'abril de 2004     | Socorro              | LINEAR               |
| 230812 | 2004 HN34              | 17 d'abril de 2004     | Socorro              | LINEAR               |
| 230813 | 2004 HX37              | 23 d'abril de 2004     | Kitt Peak            | Spacewatch           |
| 230814 | 2004 JK14              | 9 de maig de 2004      | Kitt Peak            | Spacewatch           |
| 230815 | 2004 JD23              | 13 de maig de 2004     | Anderson Mesa        | LONEOS               |
| 230816 | 2004 JN30              | 15 de maig de 2004     | Socorro              | LINEAR               |
| 230817 | 2004 JC31              | 15 de maig de 2004     | Socorro              | LINEAR               |
| 230818 | 2004 JZ33              | 15 de maig de 2004     | Socorro              | LINEAR               |
| 230819 | 2004 LZ6               | 11 de juny de 2004     | Socorro              | LINEAR               |
| 230820 | 2004 LY7               | 11 de juny de 2004     | Socorro              | LINEAR               |
| 230821 | 2004 LT11              | 12 de juny de 2004     | Siding Spring        | Siding Spring Survey |
| 230822 | 2004 LO13              | 11 de juny de 2004     | Socorro              | LINEAR               |
| 230823 | 2004 MR4               | 21 de juny de 2004     | Reedy Creek          | J. Broughton         |
| 230824 | 2004 NO12              | 11 de juliol de 2004   | Socorro              | LINEAR               |
| 230825 | 2004 NM13              | 11 de juliol de 2004   | Socorro              | LINEAR               |
| 230826 | 2004 NX13              | 11 de juliol de 2004   | Socorro              | LINEAR               |
| 230827 | 2004 NM14              | 11 de juliol de 2004   | Socorro              | LINEAR               |
| 230828 | 2004 OE9               | 19 de juliol de 2004   | Anderson Mesa        | LONEOS               |
| 230829 | 2004 PB21              | 7 d'agost de 2004      | Palomar              | NEAT                 |
| 230830 | 2004 PE32              | 8 d'agost de 2004      | Socorro              | LINEAR               |
| 230831 | 2004 PV38              | 9 d'agost de 2004      | Anderson Mesa        | LONEOS               |
| 230832 | 2004 PB40              | 9 d'agost de 2004      | Socorro              | LINEAR               |
| 230833 | 2004 PY44              | 7 d'agost de 2004      | Palomar              | NEAT                 |
| 230834 | 2004 PD47              | 8 d'agost de 2004      | Palomar              | NEAT                 |
| 230835 | 2004 PP49              | 8 d'agost de 2004      | Socorro              | LINEAR               |
| 230836 | 2004 PO84              | 10 d'agost de 2004     | Anderson Mesa        | LONEOS               |
| 230837 | 2004 PO88              | 11 d'agost de 2004     | Palomar              | NEAT                 |
| 230838 | 2004 PU89              | 10 d'agost de 2004     | Socorro              | LINEAR               |
| 230839 | 2004 PE103             | 12 d'agost de 2004     | Socorro              | LINEAR               |
| 230840 | 2004 QV3               | 21 d'agost de 2004     | Catalina             | CSS                  |
| 230841 | 2004 QP6               | 22 d'agost de 2004     | Kitt Peak            | Spacewatch           |
| 230842 | 2004 QD10              | 21 d'agost de 2004     | Siding Spring        | Siding Spring Survey |
| 230843 | 2004 QG25              | 20 d'agost de 2004     | Catalina             | CSS                  |
| 230844 | 2004 RR                | 3 de setembre de 2004  | Palomar              | NEAT                 |
| 230845 | 2004 RP20              | 7 de setembre de 2004  | Kitt Peak            | Spacewatch           |
| 230846 | 2004 RZ36              | 7 de setembre de 2004  | Kitt Peak            | Spacewatch           |
| 230847 | 2004 RQ37              | 7 de setembre de 2004  | Socorro              | LINEAR               |
| 230848 | 2004 RF42              | 7 de setembre de 2004  | Kitt Peak            | Spacewatch           |
| 230849 | 2004 RD53              | 8 de setembre de 2004  | Socorro              | LINEAR               |
| 230850 | 2004 RV70              | 8 de setembre de 2004  | Socorro              | LINEAR               |
| 230851 | 2004 RN80              | 8 de setembre de 2004  | Socorro              | LINEAR               |
| 230852 | 2004 RU81              | 8 de setembre de 2004  | Socorro              | LINEAR               |
| 230853 | 2004 RZ83              | 9 de setembre de 2004  | Klet                 | Klet                 |
| 230854 | 2004 RQ101             | 8 de setembre de 2004  | Socorro              | LINEAR               |
| 230855 | 2004 RQ102             | 8 de setembre de 2004  | Socorro              | LINEAR               |
| 230856 | 2004 RB105             | 8 de setembre de 2004  | Palomar              | NEAT                 |
| 230857 | 2004 RU127             | 7 de setembre de 2004  | Kitt Peak            | Spacewatch           |
| 230858 | 2004 RN156             | 10 de setembre de 2004 | Socorro              | LINEAR               |
| 230859 | 2004 RG162             | 11 de setembre de 2004 | Socorro              | LINEAR               |
| 230860 | 2004 RZ165             | 6 de setembre de 2004  | Palomar              | NEAT                 |
| 230861 | 2004 RJ177             | 10 de setembre de 2004 | Socorro              | LINEAR               |
| 230862 | 2004 RA178             | 10 de setembre de 2004 | Socorro              | LINEAR               |
| 230863 | 2004 RS182             | 10 de setembre de 2004 | Socorro              | LINEAR               |
| 230864 | 2004 RR183             | 10 de setembre de 2004 | Socorro              | LINEAR               |
| 230865 | 2004 RN188             | 10 de setembre de 2004 | Socorro              | LINEAR               |
| 230866 | 2004 RM189             | 10 de setembre de 2004 | Socorro              | LINEAR               |
| 230867 | 2004 RE193             | 10 de setembre de 2004 | Socorro              | LINEAR               |
| 230868 | 2004 RT193             | 10 de setembre de 2004 | Socorro              | LINEAR               |
| 230869 | 2004 RJ196             | 10 de setembre de 2004 | Socorro              | LINEAR               |
| 230870 | 2004 RW198             | 10 de setembre de 2004 | Kitt Peak            | Spacewatch           |
| 230871 | 2004 RA199             | 10 de setembre de 2004 | Socorro              | LINEAR               |
| 230872 | 2004 RG199             | 10 de setembre de 2004 | Socorro              | LINEAR               |
| 230873 | 2004 RE208             | 11 de setembre de 2004 | Socorro              | LINEAR               |
| 230874 | 2004 RM210             | 11 de setembre de 2004 | Socorro              | LINEAR               |
| 230875 | 2004 RJ213             | 11 de setembre de 2004 | Socorro              | LINEAR               |
| 230876 | 2004 RV214             | 11 de setembre de 2004 | Socorro              | LINEAR               |
| 230877 | 2004 RC219             | 11 de setembre de 2004 | Socorro              | LINEAR               |
| 230878 | 2004 RY244             | 10 de setembre de 2004 | Kitt Peak            | Spacewatch           |
| 230879 | 2004 RV253             | 6 de setembre de 2004  | Palomar              | NEAT                 |
| 230880 | 2004 RB255             | 6 de setembre de 2004  | Palomar              | NEAT                 |
| 230881 | 2004 RC303             | 12 de setembre de 2004 | Kitt Peak            | Spacewatch           |
| 230882 | 2004 RQ306             | 12 de setembre de 2004 | Socorro              | LINEAR               |
| 230883 | 2004 RK317             | 11 de setembre de 2004 | Palomar              | NEAT                 |
| 230884 | 2004 RB320             | 13 de setembre de 2004 | Socorro              | LINEAR               |
| 230885 | 2004 RF338             | 15 de setembre de 2004 | Kitt Peak            | Spacewatch           |
| 230886 | 2004 RZ340             | 7 de setembre de 2004  | Socorro              | LINEAR               |
| 230887 | 2004 RW345             | 8 de setembre de 2004  | Socorro              | LINEAR               |
| 230888 | 2004 SD10              | 16 de setembre de 2004 | Siding Spring        | Siding Spring Survey |
| 230889 | 2004 SG26              | 16 de setembre de 2004 | Socorro              | LINEAR               |
| 230890 | 2004 SP31              | 17 de setembre de 2004 | Socorro              | LINEAR               |
| 230891 | 2004 SL32              | 17 de setembre de 2004 | Socorro              | LINEAR               |
| 230892 | 2004 SV52              | 22 de setembre de 2004 | Socorro              | LINEAR               |
| 230893 | 2004 TH2               | 4 d'octubre de 2004    | Kitt Peak            | Spacewatch           |
| 230894 | 2004 TV4               | 4 d'octubre de 2004    | Kitt Peak            | Spacewatch           |
| 230895 | 2004 TF12              | 7 d'octubre de 2004    | Goodricke-Pigott     | R. A. Tucker         |
| 230896 | 2004 TN18              | 12 d'octubre de 2004   | Goodricke-Pigott     | R. A. Tucker         |
| 230897 | 2004 TB23              | 4 d'octubre de 2004    | Kitt Peak            | Spacewatch           |
| 230898 | 2004 TK34              | 4 d'octubre de 2004    | Kitt Peak            | Spacewatch           |
| 230899 | 2004 TT46              | 4 d'octubre de 2004    | Kitt Peak            | Spacewatch           |
| 230900 | 2004 TT59              | 5 d'octubre de 2004    | Kitt Peak            | Spacewatch           |

## 230901-231000
| Nom                 | Designació provisional | Data de descobriment   | Lloc de descobriment | Descobridor/s     |
| ------------------- | ---------------------- | ---------------------- | -------------------- | ----------------- |
| 230901              | 2004 TL63              | 5 d'octubre de 2004    | Kitt Peak            | Spacewatch        |
| 230902              | 2004 TW67              | 5 d'octubre de 2004    | Anderson Mesa        | LONEOS            |
| 230903              | 2004 TW69              | 5 d'octubre de 2004    | Palomar              | NEAT              |
| 230904              | 2004 TG75              | 6 d'octubre de 2004    | Kitt Peak            | Spacewatch        |
| 230905              | 2004 TW88              | 5 d'octubre de 2004    | Kitt Peak            | Spacewatch        |
| 230906              | 2004 TX89              | 5 d'octubre de 2004    | Anderson Mesa        | LONEOS            |
| 230907              | 2004 TJ100             | 5 d'octubre de 2004    | Anderson Mesa        | LONEOS            |
| 230908              | 2004 TJ172             | 8 d'octubre de 2004    | Socorro              | LINEAR            |
| 230909              | 2004 TU175             | 9 d'octubre de 2004    | Socorro              | LINEAR            |
| 230910              | 2004 TE194             | 7 d'octubre de 2004    | Kitt Peak            | Spacewatch        |
| 230911              | 2004 TR201             | 7 d'octubre de 2004    | Kitt Peak            | Spacewatch        |
| 230912              | 2004 TB223             | 7 d'octubre de 2004    | Socorro              | LINEAR            |
| 230913              | 2004 TA243             | 6 d'octubre de 2004    | Socorro              | LINEAR            |
| 230914              | 2004 TD260             | 9 d'octubre de 2004    | Socorro              | LINEAR            |
| 230915              | 2004 TN261             | 9 d'octubre de 2004    | Kitt Peak            | Spacewatch        |
| 230916              | 2004 TA276             | 9 d'octubre de 2004    | Kitt Peak            | Spacewatch        |
| 230917              | 2004 TR276             | 9 d'octubre de 2004    | Kitt Peak            | Spacewatch        |
| 230918              | 2004 TK300             | 8 d'octubre de 2004    | Socorro              | LINEAR            |
| 230919              | 2004 TR300             | 8 d'octubre de 2004    | Socorro              | LINEAR            |
| 230920              | 2004 TZ323             | 11 d'octubre de 2004   | Kitt Peak            | Spacewatch        |
| 230921              | 2004 TA349             | 7 d'octubre de 2004    | Kitt Peak            | Spacewatch        |
| 230922              | 2004 TL355             | 7 d'octubre de 2004    | Socorro              | LINEAR            |
| 230923              | 2004 TL357             | 14 d'octubre de 2004   | Anderson Mesa        | LONEOS            |
| 230924              | 2004 TZ361             | 15 d'octubre de 2004   | Socorro              | LINEAR            |
| 230925              | 2004 TP366             | 8 d'octubre de 2004    | Kitt Peak            | Spacewatch        |
| 230926              | 2004 UW8               | 23 d'octubre de 2004   | Socorro              | LINEAR            |
| 230927              | 2004 VJ20              | 4 de novembre de 2004  | Catalina             | CSS               |
| 230928              | 2004 VD54              | 3 de novembre de 2004  | Catalina             | CSS               |
| 230929              | 2004 VJ55              | 10 de novembre de 2004 | Desert Eagle         | W. K. Y. Yeung    |
| 230930              | 2004 VL72              | 4 de novembre de 2004  | Catalina             | CSS               |
| 230931              | 2004 VF73              | 5 de novembre de 2004  | Palomar              | NEAT              |
| 230932              | 2004 VQ78              | 2 de novembre de 2004  | Anderson Mesa        | LONEOS            |
| 230933              | 2004 VQ83              | 10 de novembre de 2004 | Kitt Peak            | Spacewatch        |
| 230934              | 2004 WX6               | 19 de novembre de 2004 | Socorro              | LINEAR            |
| 230935              | 2004 WC8               | 19 de novembre de 2004 | Catalina             | CSS               |
| 230936              | 2004 XC2               | 1 de desembre de 2004  | Catalina             | CSS               |
| 230937              | 2004 XD2               | 1 de desembre de 2004  | Catalina             | CSS               |
| 230938              | 2004 XR7               | 2 de desembre de 2004  | Socorro              | LINEAR            |
| 230939              | 2004 XH10              | 2 de desembre de 2004  | Palomar              | NEAT              |
| 230940              | 2004 XP17              | 3 de desembre de 2004  | Kitt Peak            | Spacewatch        |
| 230941              | 2004 XN22              | 8 de desembre de 2004  | Socorro              | LINEAR            |
| 230942              | 2004 XX29              | 10 de desembre de 2004 | Socorro              | LINEAR            |
| 230943              | 2004 XM33              | 10 de desembre de 2004 | Socorro              | LINEAR            |
| 230944              | 2004 XA35              | 11 de desembre de 2004 | Kitt Peak            | Spacewatch        |
| 230945              | 2004 XQ36              | 11 de desembre de 2004 | Campo Imperatore     | CINEOS            |
| 230946              | 2004 XT45              | 9 de desembre de 2004  | Kitt Peak            | Spacewatch        |
| 230947              | 2004 XY54              | 10 de desembre de 2004 | Socorro              | LINEAR            |
| 230948              | 2004 XG58              | 10 de desembre de 2004 | Kitt Peak            | Spacewatch        |
| 230949              | 2004 XY73              | 7 de desembre de 2004  | Socorro              | LINEAR            |
| 230950              | 2004 XW80              | 10 de desembre de 2004 | Socorro              | LINEAR            |
| 230951              | 2004 XJ82              | 11 de desembre de 2004 | Kitt Peak            | Spacewatch        |
| 230952              | 2004 XM87              | 9 de desembre de 2004  | Catalina             | CSS               |
| 230953              | 2004 XD94              | 11 de desembre de 2004 | Kitt Peak            | Spacewatch        |
| 230954              | 2004 XV98              | 11 de desembre de 2004 | Kitt Peak            | Spacewatch        |
| 230955              | 2004 XX111             | 10 de desembre de 2004 | Kitt Peak            | Spacewatch        |
| 230956              | 2004 XT112             | 10 de desembre de 2004 | Kitt Peak            | Spacewatch        |
| 230957              | 2004 XW120             | 14 de desembre de 2004 | Socorro              | LINEAR            |
| 230958              | 2004 XP128             | 14 de desembre de 2004 | Socorro              | LINEAR            |
| 230959              | 2004 XF135             | 15 de desembre de 2004 | Socorro              | LINEAR            |
| 230960              | 2004 XY162             | 15 de desembre de 2004 | Catalina             | CSS               |
| 230961              | 2004 XC174             | 10 de desembre de 2004 | Kitt Peak            | Spacewatch        |
| 230962              | 2004 XJ177             | 11 de desembre de 2004 | Kitt Peak            | Spacewatch        |
| 230963              | 2004 XH182             | 2 de desembre de 2004  | Anderson Mesa        | LONEOS            |
| 230964              | 2004 XK191             | 11 de desembre de 2004 | Kitt Peak            | Spacewatch        |
| 230965              | 2004 XA192             | 12 de desembre de 2004 | Palomar              | Palomar           |
| 230966              | 2004 YR15              | 18 de desembre de 2004 | Mount Lemmon         | Mt. Lemmon Survey |
| 230967              | 2004 YA19              | 18 de desembre de 2004 | Mount Lemmon         | Mt. Lemmon Survey |
| 230968              | 2004 YL20              | 18 de desembre de 2004 | Mount Lemmon         | Mt. Lemmon Survey |
| 230969              | 2004 YJ21              | 18 de desembre de 2004 | Mount Lemmon         | Mt. Lemmon Survey |
| 230970              | 2004 YA31              | 18 de desembre de 2004 | Kitt Peak            | Spacewatch        |
| 230971              | 2005 AF2               | 6 de gener de 2005     | Catalina             | CSS               |
| 230972              | 2005 AG2               | 6 de gener de 2005     | Catalina             | CSS               |
| 230973              | 2005 AM5               | 6 de gener de 2005     | Catalina             | CSS               |
| 230974              | 2005 AZ14              | 6 de gener de 2005     | Socorro              | LINEAR            |
| 230975 Rogerfederer | 2005 AQ25              | 10 de gener de 2005    | Vicques              | M. Ory            |
| 230976              | 2005 AG28              | 10 de gener de 2005    | Kitami               | K. Endate         |
| 230977              | 2005 AW32              | 11 de gener de 2005    | Socorro              | LINEAR            |
| 230978              | 2005 AR41              | 15 de gener de 2005    | Socorro              | LINEAR            |
| 230979              | 2005 AT42              | 15 de gener de 2005    | Anderson Mesa        | LONEOS            |
| 230980              | 2005 AS47              | 13 de gener de 2005    | Vail-Jarnac          | Jarnac            |
| 230981              | 2005 AA62              | 15 de gener de 2005    | Kitt Peak            | Spacewatch        |
| 230982              | 2005 AH76              | 15 de gener de 2005    | Kitt Peak            | Spacewatch        |
| 230983              | 2005 AQ77              | 15 de gener de 2005    | Kitt Peak            | Spacewatch        |
| 230984              | 2005 AP78              | 15 de gener de 2005    | Kitt Peak            | Spacewatch        |
| 230985              | 2005 BY19              | 16 de gener de 2005    | Socorro              | LINEAR            |
| 230986              | 2005 BF28              | 31 de gener de 2005    | Socorro              | LINEAR            |
| 230987              | 2005 BD48              | 17 de gener de 2005    | Catalina             | CSS               |
| 230988              | 2005 CJ4               | 1 de febrer de 2005    | Kitt Peak            | Spacewatch        |
| 230989              | 2005 CR10              | 1 de febrer de 2005    | Kitt Peak            | Spacewatch        |
| 230990              | 2005 CP13              | 2 de febrer de 2005    | Kitt Peak            | Spacewatch        |
| 230991              | 2005 CO14              | 2 de febrer de 2005    | Kitt Peak            | Spacewatch        |
| 230992              | 2005 CX14              | 2 de febrer de 2005    | Kitt Peak            | Spacewatch        |
| 230993              | 2005 CK23              | 2 de febrer de 2005    | Catalina             | CSS               |
| 230994              | 2005 CW42              | 2 de febrer de 2005    | Socorro              | LINEAR            |
| 230995              | 2005 CX42              | 2 de febrer de 2005    | Socorro              | LINEAR            |
| 230996              | 2005 CV56              | 2 de febrer de 2005    | Kitt Peak            | Spacewatch        |
| 230997              | 2005 CS62              | 9 de febrer de 2005    | Kitt Peak            | Spacewatch        |
| 230998              | 2005 CM65              | 9 de febrer de 2005    | Kitt Peak            | Spacewatch        |
| 230999              | 2005 CX65              | 9 de febrer de 2005    | Kitt Peak            | Spacewatch        |
| 231000              | 2005 CU70              | 1 de febrer de 2005    | Catalina             | CSS               |